# Battaglia della Somme
La battaglia della Somme (in francese Bataille de la Somme, in inglese Battle of the Somme, in tedesco Schlacht an der Somme) fu un'imponente serie di offensive lanciate dagli anglo-francesi sul fronte occidentale della prima guerra mondiale a partire dal 1º luglio 1916, nel tentativo di sfondare le linee tedesche nel settore lungo circa sessanta chilometri tra Lassigny a sud ed Hébuterne a nord, settore tagliato in due dal fiume Somme, nella Francia settentrionale.
L'offensiva si svolse con un massiccio attacco di fanteria che, secondo i piani degli alleati, avrebbe dovuto creare le condizioni favorevoli per una rapida avanzata della cavalleria e, forse, per la vittoria definitiva. La battaglia, voluta fortemente dalla Francia per alleggerire l'enorme e insostenibile pressione tedesca a Verdun, dimostrò allo stesso tempo la caparbietà e l'impreparazione tattica e strategica con cui lo Stato maggiore britannico affrontò la prima grande offensiva delle forze alleate.
Solo nel primo giorno di avanzata, la British Expeditionary Force (BEF) subì oltre cinquantanovemila perdite e ventimila caduti: nonostante una settimana di bombardamento di preparazione e lo scoppio di dieci enormi mine poco prima dell'inizio dell'avanzata anglo-francese, i tedeschi ressero molto bene l'attacco protetti nei loro rifugi sotterranei ("stollen"), e quando ne uscirono si trovarono davanti un'enorme massa di uomini che avanzavano lentamente nella terra di nessuno a passo di marcia, prestandosi quindi ad essere un facile bersaglio.
Con l'autunno la pioggia trasformò il campo di battaglia e le trincee in un immenso pantano che rese impossibile ogni ulteriore velleità bellica; il 19 novembre si spense l'ultima fase della battaglia, e nemmeno l'apparizione sul campo di battaglia dei primi esemplari di carro armato, nel settembre 1916, provocò una svolta a favore degli anglo-francesi.
Da un punto di vista strettamente tattico si poté parlare di limitato successo alleato - l'esercito del Kaiser Guglielmo dovette arretrare di alcuni chilometri - ma il guadagno territoriale irrilevante e l'elevatissimo numero di perdite decretarono il fallimento strategico complessivo dell'operazione: con 620 000 perdite tra gli Alleati e circa 450 000 tra le file tedesche, la Somme si dimostrò una delle più grandi e sanguinose battaglie della prima guerra mondiale ed in generale della storia umana.

## Premesse

Il bacino idrografico del fiume Somme

Nel 1915 gli alleati anglo-francesi dovettero registrare sconfitte sia nella campagna di Gallipoli che nell'avanzata in Mesopotamia. Ciò provocò grande amarezza soprattutto nel Regno Unito: alla conferenza di Chantilly, apertasi il 4 dicembre 1915, il governo Asquith decise di non intraprendere più campagne in regioni remote - almeno fino a quando la rivolta araba non rappresentò parte della strategia bellica alleata in medio oriente - e di ritirare le truppe dai Balcani. La pressione di Italia, Russia e Serbia convinse però i britannici a rivedere quest'ultima decisione, e il 5 dicembre gli alleati si riunirono nuovamente per tracciare i piani che avrebbero dovuto condurre alla vittoria sul fronte occidentale nel 1916.
Il capo di stato maggiore dell'esercito francese, il generalissimo Joseph Joffre, convinse i britannici a lanciare nell'estate successiva un'offensiva congiunta anglo-francese a nord e a sud del fiume Somme, lungo un fronte di circa 60 chilometri: in questo modo si sarebbero superati e ripetuti quelli che Joffre definì i «brillanti successi» del 1915 nell'Artois e nello Champagne. Opinione degli esperti militari alleati fu quella che i tedeschi stavano ormai esaurendo le riserve; schierando le "armate di Kitchener" sul fronte, impiegando un numero di bocche da fuoco tali da effettuare un bombardamento preliminare di dimensioni inaudite fino ad allora e con abbondanza di munizioni per sostenere un'avanzata, la battaglia, secondo Joffre, sarebbe stata quella decisiva.
Il 19 dicembre Sir Douglas Haig fu nominato comandante in capo delle forze britanniche in Francia al posto di Sir John French; mentre gli anglo-francesi mettevano a punto il piano per l'attacco sulla Somme, i tedeschi il 21 febbraio iniziarono l'assalto a Verdun, che concentrò per quasi un anno le maggiori risorse francesi e tedesche sul fronte occidentale. Joffre mirava ad un'offensiva combinata, praticamente contemporanea ad un'offensiva russa a est, che coinvolgesse i francesi su un fronte di 40 chilometri compreso tra Lassigny e la Somme mentre i britannici avrebbero dovuto attaccare con circa 25 divisioni su un fronte di 22 chilometri tra la Somme e Hébuterne.
Nonostante l'unanimità sul piano, Joffre e Haig divergevano sulla necessità di un attacco diversivo: Joffre insisteva per un attacco britannico a nord della Somme congiuntamente ad un attacco franco-belga tra Ypres e il mare, allo scopo di distogliere le forze di riserva del nemico agevolando la massiccia offensiva sulla Somme; il generale Haig al contrario avrebbe preferito un unico, grande colpo sferrato con tutte le forze disponibili. Queste indecisioni consentirono ai tedeschi di continuare l'attacco a Verdun, che con il passare dei mesi finì col minare in modo grave le risorse umane e materiali dell'esercito francese, riducendone fortemente il ruolo che avrebbe dovuto avere sulla Somme. L'incompletezza delle forze britanniche e la sempre più dispendiosa difesa francese di Verdun obbligò i comandanti alleati a cambiare le priorità: il fronte d'attacco francese finì col ridursi da 40 a 13 chilometri e le loro forze da 40 a 16 divisioni, delle quali solo 5 avrebbero attaccato il 1º luglio, mentre i britannici furono costretti a impiegare più truppe e maggiori quantità di materiali.

### L'esercito di Kitchener

Un famoso poster per il reclutamento che raffigura Lord Kitchener.

Nel 1914 la British Expeditionary Force (BEF), al comando di John French, si oppose tenacemente all'avanzata tedesca attraverso il Belgio e la Francia; questa forza era costituita unicamente da militari di carriera, molti di loro veterani delle guerre coloniali in Sudan e delle guerre boere, ma ben presto il costante attrito della campagna francese ed il numero crescente di perdite impedì alla BEF di continuare un conflitto divenuto ormai di proporzioni mondiali.
Uno dei veterani dell'esercito professionista britannico, Sir Horatio Kitchener, occupava allora la carica di ministro della Guerra in patria, e grazie alla sua influenza riuscì ben presto a far partire una imponente campagna di arruolamento, che nelle prime sei settimane dallo scoppio del conflitto portò ad ingrossare le file dell'esercito di 478893 giovani, tutti volontari. Molti di questi volontari furono inquadrati in Pals Battalions ("battaglioni di amici"), costituiti interamente da individui provenienti dalla stessa città o che svolgevano un mestiere analogo; in un solo mese furono creati oltre 50 battaglioni di quella che verrà denominata l'"armata di Kitchener", che lentamente iniziò a prepararsi per la guerra.
L'attacco che si scatenò il 1º luglio richiese il massimo sforzo britannico di quell'anno sul fronte occidentale, oltre alle rimanenti energie francesi logorate a Verdun. Quel giorno fu anche il banco di prova delle armate di Lord Kitchener, il quale per ironia della sorte non poté assistere al battesimo del fuoco dei suoi Pals Battalions: la nave che lo trasportava in Russia dall'alleato zar Nicola II era stata affondata nel maggio dello stesso anno. Questo banco di prova comunque non sortì gli effetti sperati; la notevole impreparazione e la mancanza di esperienza bellica provocò enormi perdite e sconfitte tattiche, ma la macchina dell'offensiva britannica era ormai in moto, e milioni di giovani volontari britannici, che a fine guerra divennero oltre 3 milioni, si stavano preparando alla battaglia.

### Gli obiettivi

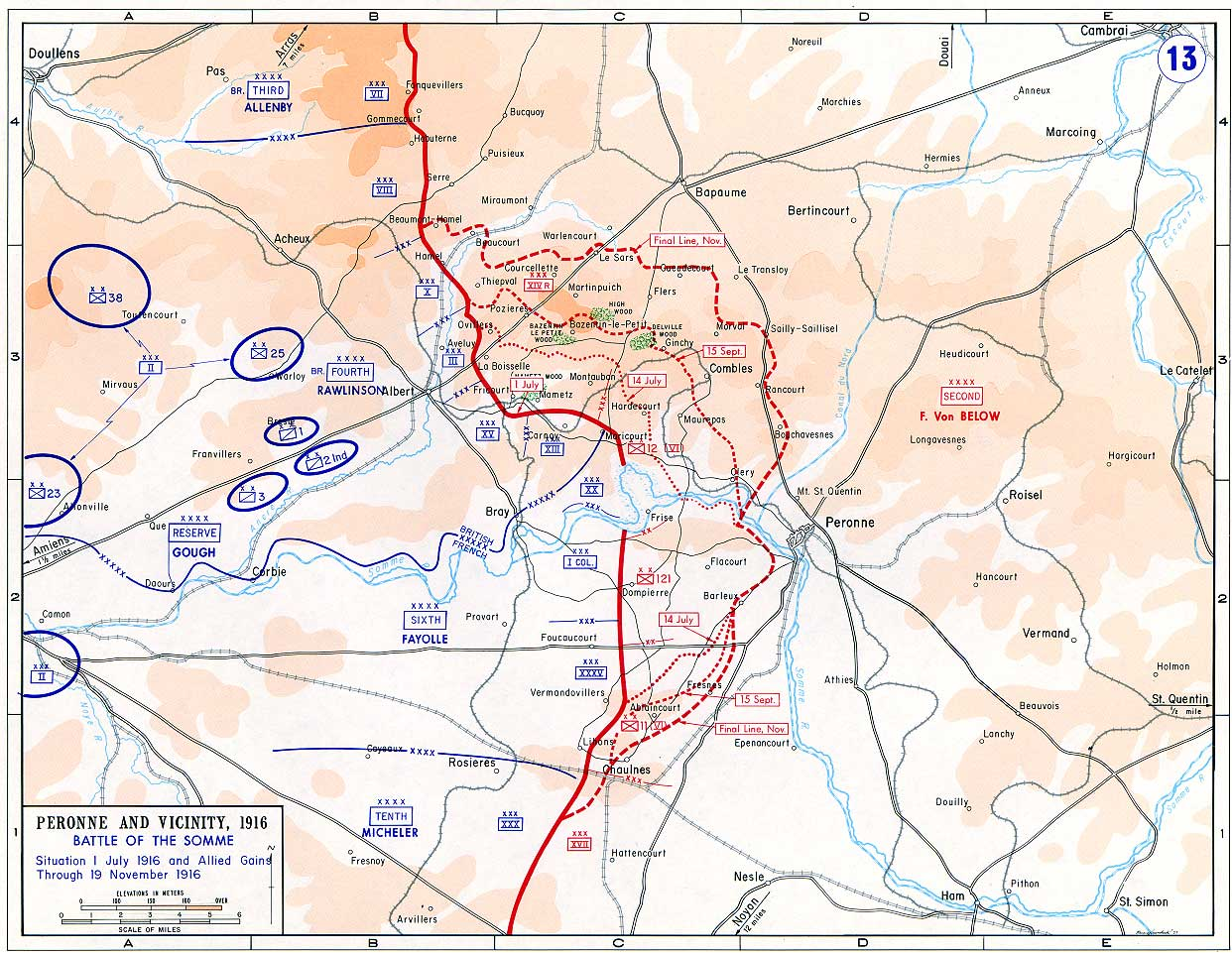
Il piano d'avanzata anglo-francese nei piani del 1º luglio.

Con la carneficina di Verdun ancora in atto, i britannici capirono quindi che avrebbero dovuto assumersi quasi tutto l'onere della campagna ad occidente, e Haig fu in parte costretto a porre obiettivi limitati, e non illimitati come per l'offensiva a Loos e dello Champagne; il generale preparò un piano alternativo di sfondamento a nord di Ypres se sulla Somme fosse stato un insuccesso, ma non considerò l'opzione di un più probabile successo parziale.
L'esercito britannico sperava di sfondare tra Maricourt e Serre, quindi assicurarsi il controllo delle alture tra Bapaume e Ginchy, mentre i francesi si sarebbero impadroniti di quelle intorno a Sailly e Rancourt; infine piegare a sinistra e aggirare il fianco tedesco fino ad Arras, in modo da allargare la breccia ed iniziare l'avanzata verso Cambrai e Douai. L'attacco tra Maricourt e Serre venne affidato alle 18 divisioni della Quarta armata del generale Henry Rawlinson, mentre due divisioni al comando del generale Edmund Allenby avrebbero dovuto effettuare un attacco collaterale a Gommecourt; a sud i francesi, con solo 5 divisioni, avrebbero attaccato in direzione di Peronne: l'asse di avanzata era concentrata sulla strada romana che da Albert raggiungeva Bapaume, 19 chilometri a nord-est. Oltre a queste forze, nella zona della battaglia fu dislocato un corpo d'armata forte di tre divisioni e il comando di un'armata di riserva - agli ordini di Hubert Gough - a diretta disposizione del comandante in capo.

### La preparazione all'attacco

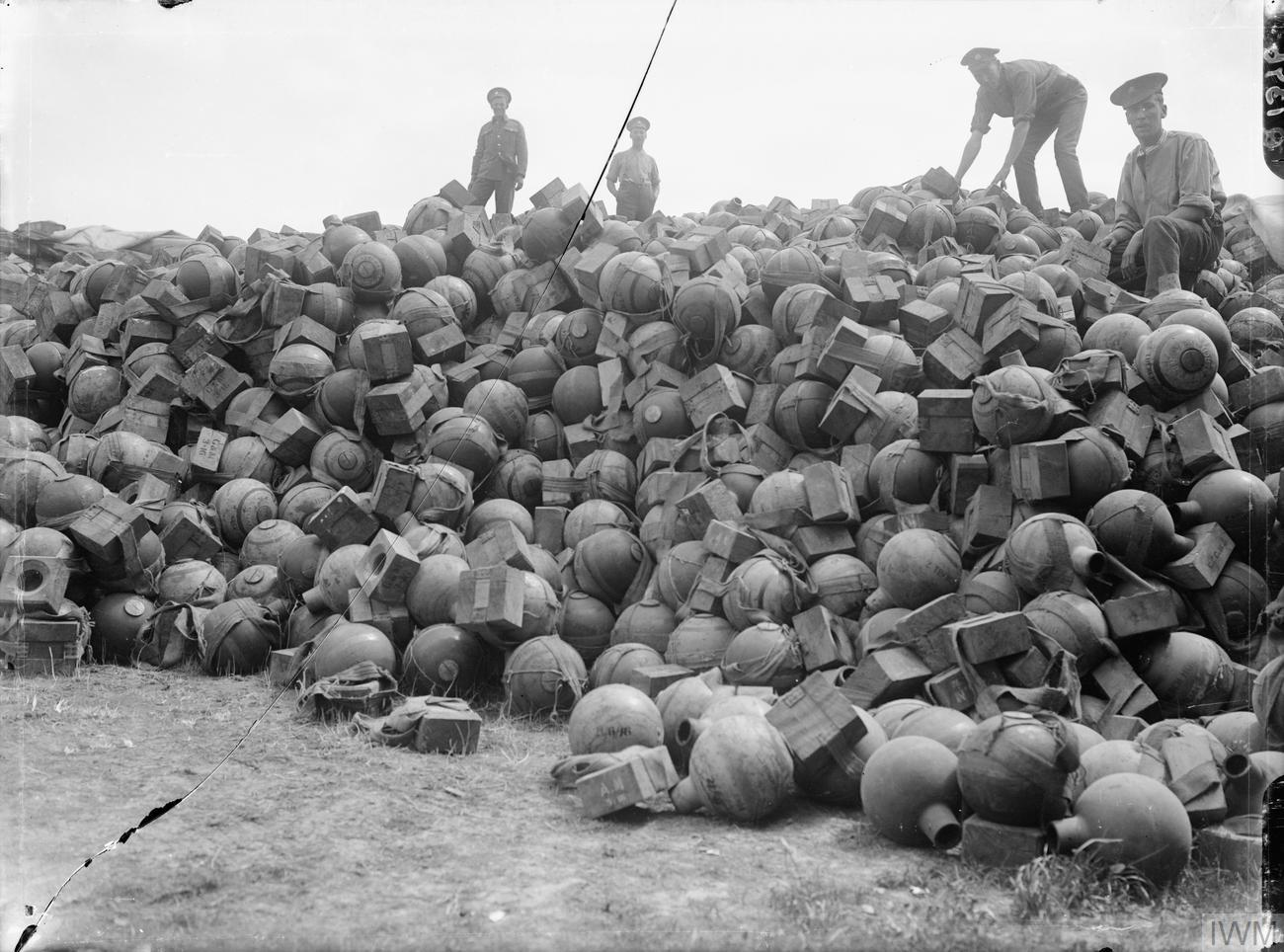
Un cumulo di granate da due pollici per mortaio nelle retrovie britanniche, luglio 1916.

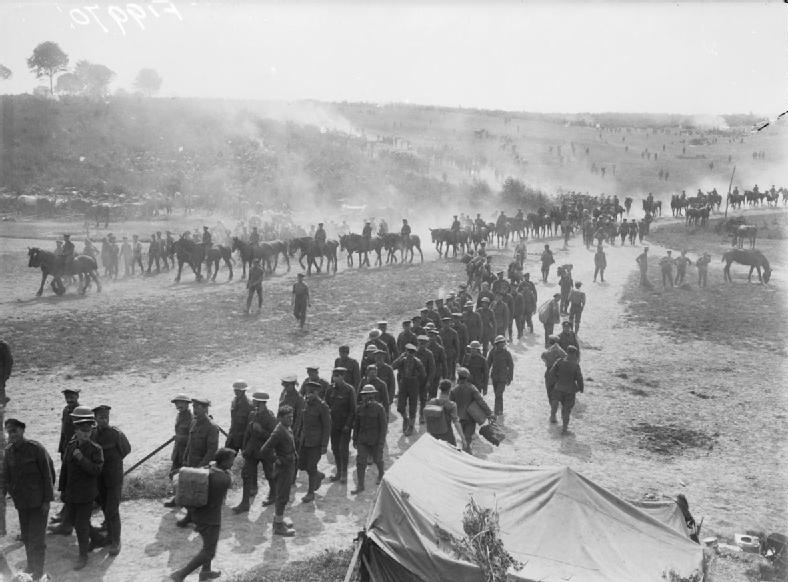
Afflusso di uomini, cavalli e materiali nelle retrovie britanniche di Mailly-Maillet, luglio 1916.

Oltre all'enorme massa di fanti, i comandi alleati allestirono una grande concentrazione di artiglieria, la maggiore mai vista fino ad allora: oltre 3000 cannoni e obici, uno ogni 20 metri di fronte, spararono circa 1 milione e 732873 granate, anche se buona parte di queste non fece altro che martoriare un terreno già devastato di crateri, danneggiando meno del previsto i rifugi scavati in profondità. Molte di queste granate erano difettose e rimasero inesplose, ma anche così, e benché molti dei proiettili sparati fossero colpi di piccolo calibro, spesso shrapnel da otto chilogrammi del tutto inefficaci contro le difese nemiche, l'effetto che il bombardamento ebbe sul morale dei difensori fu notevole.
Il piano d'attacco britannico prevedeva anche lo scavo sotto le linee tedesche di dieci gallerie di mina, che nei mesi precedenti furono imbottite di Ammonal, un potente esplosivo; le tre gallerie più grandi contenevano circa 20 tonnellate ognuna di esplosivo, e sarebbero state fatte brillare contemporaneamente pochi minuti prima dell'attacco. Questi ingenti preparativi d'altra parte fecero svanire del tutto l'effetto sorpresa: i tedeschi non tardarono a capire che un possente attacco li avrebbe presto colpiti, e dunque si adoperarono a rafforzare le postazioni, che inoltre erano costruite lungo crinali e colline che assicurarono loro il vantaggio di essere quasi sempre in posizione sovrastante rispetto al nemico; altro vantaggio a favore dei tedeschi fu la rete ferroviaria francese catturata durante l'avanzata iniziale, che permetteva rapidi e continui spostamenti di truppe e materiali, mentre gli anglo-francesi dovettero ripiegare su cavalli, muli e uomini.
A favore degli alleati ci fu però una momentanea supremazia aerea acquisita sui campi della Somme: il Royal Flying Corps aveva guadagnato tale primato schierando 10 squadroni e circa 180 aerei contro una forza tedesca di 129 aerei. I britannici misero in atto una vigorosa politica offensiva che permise di effettuare osservazioni di artiglieria con aerei e palloni frenati, impedendo nel contempo ai tedeschi di fare lo stesso; tuttavia le ricognizioni britanniche che sottolinearono l'inefficacia del bombardamento preparatorio furono del tutto ignorate dal comando supremo.
Le già poche possibilità di passare inosservati di fronte a un nemico in posizione sopraelevata furono ulteriormente ridotte dal fatto che l'arte di dissimulare i preparativi e mimetizzare gli appostamenti non era ancora stata assimilata dai comandi alleati: la costruzione di baraccamenti e lo spostamento di uomini e materiali fornirono ai tedeschi i primi indizi dell'imminente assalto, al punto che Erich von Falkenhayn, l'allora comandante supremo dell'esercito tedesco, pensò di prendere in contropiede l'offensiva britannica attaccando per primo, sebbene poi la mancanza di uomini lo fece desistere; ciononostante lo stesso comando tedesco si convinse che i preparativi nemici erano troppo vistosi per essere veri, e continuò a pensare che quella fosse solo una mossa preliminare e che il vero attacco si sarebbe svolto più a nord. Sulla base di questa convinzione, solo il 5 luglio i comandi si convinsero che quello della Somme sarebbe stato il vero campo di battaglia scelto da Haig.
A Verdun i francesi impegnarono la maggior parte delle loro risorse, e dopo oltre quattro mesi di sanguinosi scontri, il 24 giugno il primo ministro francese in persona, Aristide Briand, si recò da Haig chiedendogli di anticipare l'attacco sulla Somme in modo da obbligare i nemici a spostare parte delle forze da Verdun. Haig rispose che i piani non potevano essere modificati, ma che l'artiglieria sarebbe potuta entrare subito in azione, continuando il fuoco per cinque giorni, fino all'attacco previsto per il 29 giugno. Fu così che ebbe inizio il più lungo bombardamento di artiglieria di tutta la storia della guerra moderna.
La Special Brigade (l'unità britannica specializzata nella guerra chimica) iniziò il 26 giugno ad affiancare l'artiglieria con il rilascio di gas da 10000 bombole, nei settori dove il vento era favorevole, fino al primo luglio, utilizzando sia fosgene che cloro. Il primo luglio appoggiò l'attacco della fanteria utilizzando mortai caricati con proiettili al fosforo, contro le fortificazioni avversarie. Le compagnie chimiche continuarono per tutta la durata della battaglia ad appoggiare gli attacchi britannici utilizzando ulteriori 26262 bombole di entrambi i gas.

## Inizia lo scontro sulla Somme
La data dell'attacco fu rinviata al 1º luglio a causa di un momentaneo peggioramento delle condizioni atmosferiche; questo rinvio, richiesto dai francesi, comportò non soltanto la dispersione delle munizioni per un periodo più lungo e quindi una perdita di intensità, ma anche un grande sforzo per gli attaccanti, che, dopo essere stati "caricati" per l'imminente azione, dovettero aspettare per 48 ore in anguste trincee allagate, tormentati dal fragore della loro stessa artiglieria.

### Parte l'attacco

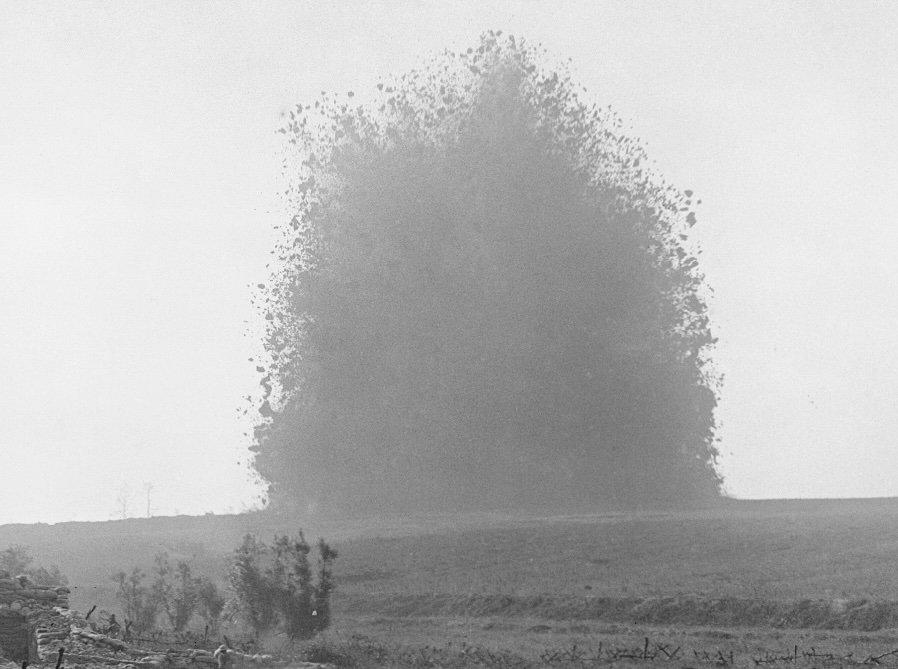
Esplosione della mina del crinale Hawthorn, nelle vicinanze del villaggio di Beaumont-Hamel, ore 7:20 del 1º luglio 1916.

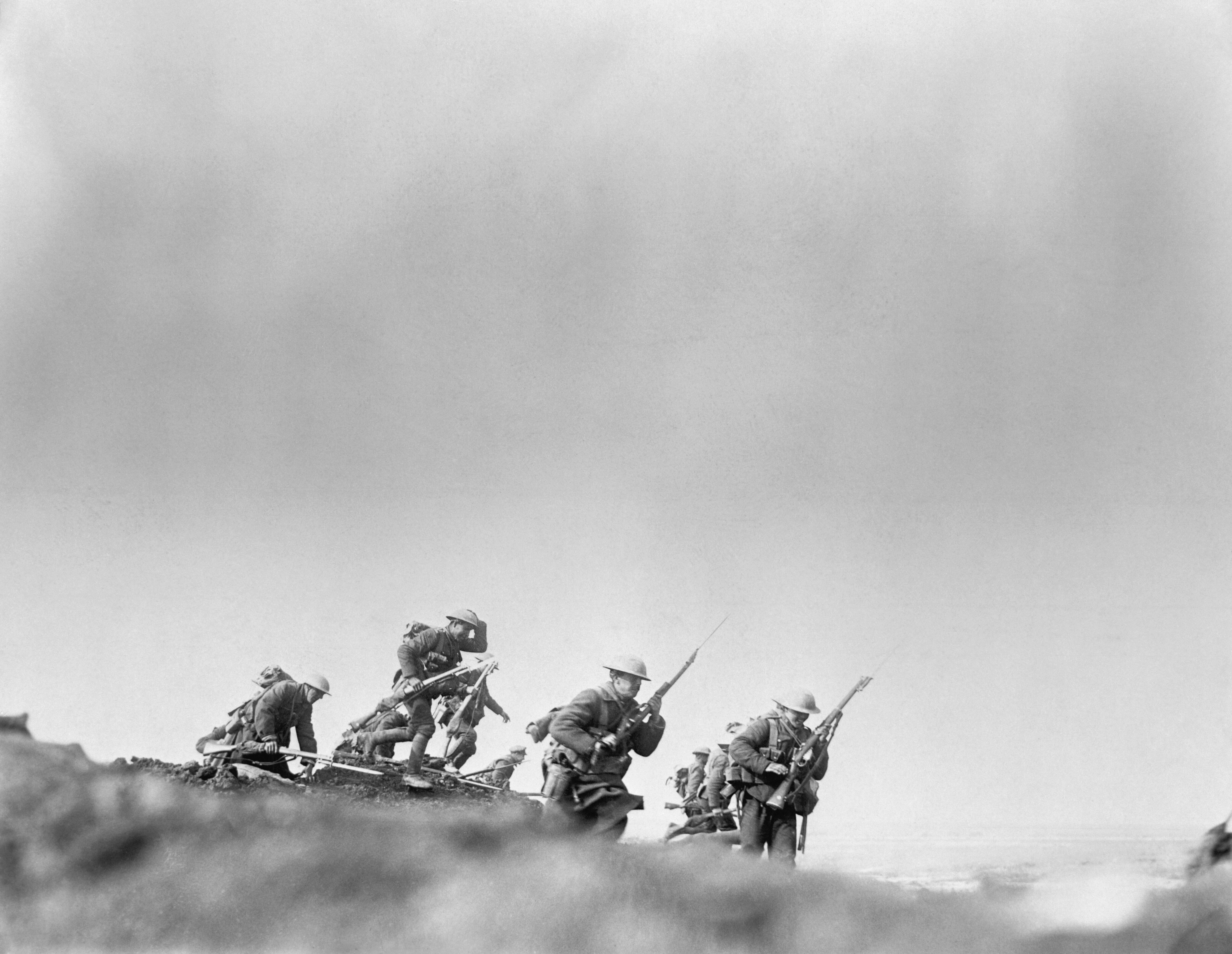
Fanteria britannica balza fuori dalle trincee, ore 7:30 del 1º luglio 1916.

Alle ore 7:00 del 1º luglio il bombardamento giunse al culmine; in poco più di un'ora sulle postazioni tedesche piovvero circa 250 000 granate, 3 500 al minuto. Il bombardamento fu così intenso che se ne sentì l'eco fino a Hampstead Heath, a nord di Londra. Alle 7:20, fu fatta esplodere la mina sotto il caposaldo del crinale Hawthorn, alle 7:28, furono fatte detonare le rimanenti mine. Alle 7:30 le truppe anglo-francesi uscirono dalle trincee attaccando su un fronte di 40 chilometri.
I fanti britannici erano gravati da un equipaggiamento molto pesante; fiduciosi di trovarsi dinnanzi a un nemico decimato dai bombardamenti, i capi britannici caricarono gli uomini con l'equipaggiamento necessario per consolidare le posizioni che avrebbero facilmente conquistato, risvoltando le trincee, piazzando filo spinato e stabilendo le vie di comunicazione. In tutto, comprendendo lo zaino e l'equipaggiamento ordinario, ogni fante si dovette sobbarcare circa 30 chilogrammi di peso. Tutto ciò, unito al fatto che la fanteria britannica fu addestrata a marciare compatta e parallela verso il nemico ad ondate distanti un centinaio di metri l'una dall'altra, provocò la vera e propria mattanza che caratterizzò il primo giorno di battaglia sulla Somme dove l'attacco, invece di avanzare, in alcuni punti finì col rifluire indietro.

### Il primo giorno
All'ora zero i fischietti dei comandanti suonarono all'unisono e le fanterie britanniche lasciarono trincee, ridotte, ripari e linee avanzate, iniziando l'avanzata sulla terra di nessuno. L'artiglieria spostò il proprio tiro verso le linee avversarie più in profondità, secondo le tabelle prestabilite.
(John Masefield.)
Usciti dalle trincee gli uomini caddero a migliaia, disseminando di cadaveri la terra di nessuno prima ancora di raggiungere le trincee di prima linea tedesche. I loro nemici erano soldati esperti e abili; mentre le granate britanniche spazzavano via le trincee in superficie, essi trovarono riparo nei ricoveri sotterranei, e quando il bombardamento cessò trovarono facili ripari proprio nei crateri che le granate avevano creato. In pochi minuti i tedeschi si trovarono di fronte a formazioni compatte, con uomini che procedevano spalla a spalla avanzando in linea retta, diventando un facile bersaglio per le mitragliatrici tedesche, che riversarono una grandinata di piombo sulle fitte ondate degli attaccanti. Molti battaglioni furono ridotti a un centinaio di uomini, e solo quando le ondate furono infrante dal fuoco nemico, l'avanzata divenne possibile. Solo allora infatti, i pochi superstiti non ancora sopraffatti dalla paura si riunirono in piccoli gruppi spontanei che riuscirono a guadagnare terreno con assalti e strisciando da una buca all'altra, cogliendo di sorpresa le mitragliatrici nemiche e spingendosi in profondità senza subire gravi perdite. Ma in molti luoghi si lasciarono alle spalle nidi di mitragliatrici che imposero un pesante pedaggio alle truppe che sopraggiunsero di rinforzo.

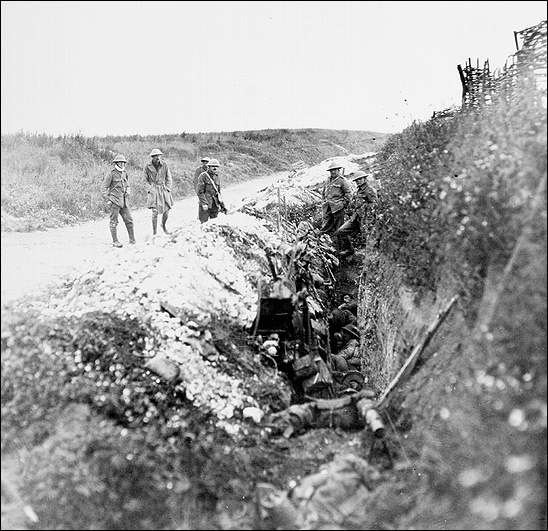
Soldati del dominion di Terranova caduti durante il 1º luglio 1916 in una foto successiva agli scontri.

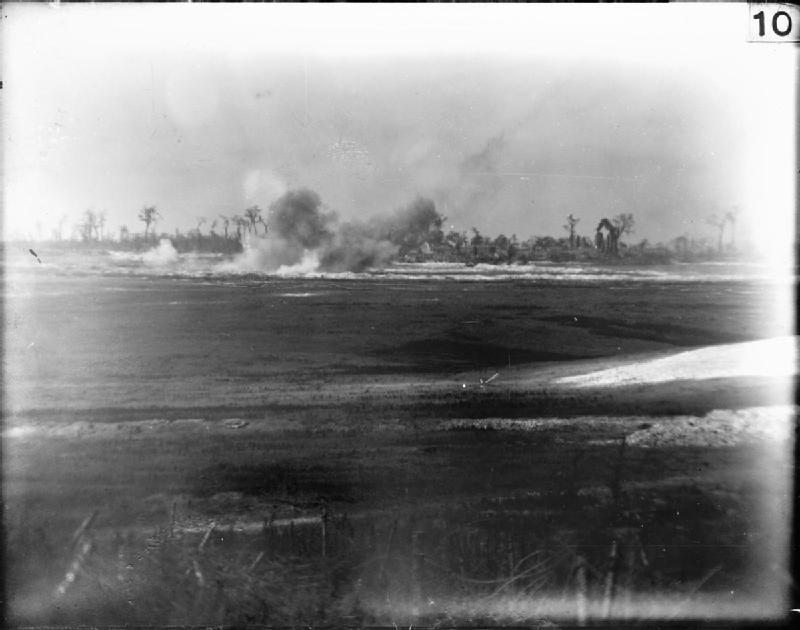
Bombardamento britannico delle trincee tedesche nei pressi di Beaumont Hamel poco prima dell'attacco del 1º luglio.

Tra Maricourt e Fricourt, sebbene con grosse perdite, il XIII corpo britannico (30ª e 18ª divisione) raggiunse i suoi obiettivi occupando Montauban. Sulla sua sinistra il XV corpo riuscì parzialmente a svolgere il proprio compito, isolando il bastione formato dal villaggio e dal bosco di Fricourt. Su di un fianco la 7ª divisione occupò Mametz, e sull'altro la 21ª penetrò per quasi un chilometro nelle linee tedesche conquistando definitivamente Fricourt il giorno dopo. A nord della strada Albert-Bapaume l'avanzata fu un fallimento quasi completo, la 21ª divisione segnò il limite dell'avanzata britannica, il resto del fronte che si estendeva a nord naufragò completamente e i britannici subirono perdite gravissime, più alte che in qualsiasi altro giorno di guerra.
In pochi punti gli attaccanti penetrarono nelle prime linee tedesche, o anche più in profondità, ma invariabilmente il loro numero era troppo ridotto per fronteggiare i contrattacchi tedeschi. Quando il fuoco d'infilata tedesco si abbatteva sulla terra di nessuno, fu impossibile per i rinforzi portarsi avanti, e per gli elementi avanzati ritirarsi. La 36ª divisione "Ulster", per esempio, nell'attacco a Thiepval, raggiunse addirittura Grandcourt, ma le truppe d'appoggio non riuscirono ad andare avanti e il contingente avanzato si ritrovò isolato.
Al sopraggiungere della sera solo pochi tratti di trincee si trovarono ancora in mano britannica, la marea di attaccanti finì in molti casi per rifluire indietro. Le comunicazioni erano del tutto inadeguate e i comandanti completamente ignari degli sviluppi della battaglia. Alcune pattuglie della 29ª divisione britannica riuscirono nel proprio compito e raggiunsero Beaumont-Hamel e Serre, e ciò fece sì che la brigata di riserva fosse fatta avanzare in supporto. Il Royal Newfoundland Regiment non fu in grado di raggiungere le trincee avanzate, così si mosse dalla seconda linea: venne in gran parte spazzato via prima di passare la prima linea, ed ebbe il 92% delle perdite.
I progressi britannici lungo la strada Albert-Bapaume furono nel complesso un fallimento: nonostante l'esplosione di due mine, una a Ovillers-la-Boisselle: tutti i battaglioni della 34ª divisione, che partirono da più di un chilometro dalla prima linea tedesca, in piena vista delle mitragliatrici nemiche, furono del tutto spazzati via prima ancora di raggiungere la propria trincea avanzata; un pugno di mitragliatrici tedesche lasciarono sul campo circa 6000 uomini. In più la manovra a tenaglia di Allenby nell'attacco di Gommencourt fallì completamente: la mancanza di protezione al fianco destro (che Haig precluse ad Allenby nonostante le richieste insistenti) lasciò la 46ª divisione "North Midlands" e la 56ª "London" completamente allo scoperto dopo una difficoltosa e sanguinosa avanzata iniziale; i tedeschi non dovettero nemmeno prendere la mira, a fine giornata la 56ª perse 4314 uomini e la 46ª 2455.
Nel settore meridionale della strada, le divisioni britanniche e francesi ebbero maggior successo. Qui la difesa tedesca era relativamente debole, e l'artiglieria francese superiore in numero ed esperienza a quella britannica fu molto efficace. Dalla città di Montauban al fiume Somme, tutti gli obiettivi del primo giorno furono raggiunti. A sud della Somme le divisioni francesi raggiunsero tutti i loro obiettivi fissati subendo solo lievi perdite: il loro successo fu dovuto all'impiego di tattiche più flessibili e alla maggiore concentrazione di artiglieria, oltre al fatto che in quella zona l'attacco fu una sorpresa tattica per i tedeschi, i quali avevano previsto un'offensiva solo nel settore britannico.
Nel complesso, tuttavia, il primo giorno di battaglia fu un fallimento. I britannici patirono 19240 morti, 35493 feriti, 2152 dispersi e 585 prigionieri per un totale di 57470 perdite. Le perdite iniziali furono specialmente elevate tra gli ufficiali, che ancora vestivano in maniera differente dalla truppa, e le cui uniformi i tedeschi erano stati addestrati ad individuare.
Un conteggio preciso delle perdite tedesche per il 1º luglio è difficile da effettuare, poiché le unità tedesche ne facevano rapporto solo ogni dieci giorni. Si presume che i tedeschi ebbero 8000 perdite nel settore britannico, di cui 2200 prigionieri. Il divario fra le perdite delle due parti fu massimo a Ovillers, dove l'8ª divisione britannica ebbe 5121 perdite, mentre i difensori tedeschi del 180º reggimento solo 280, un rapporto di 18 a 1.

### L'effetto sulle forze tedesche

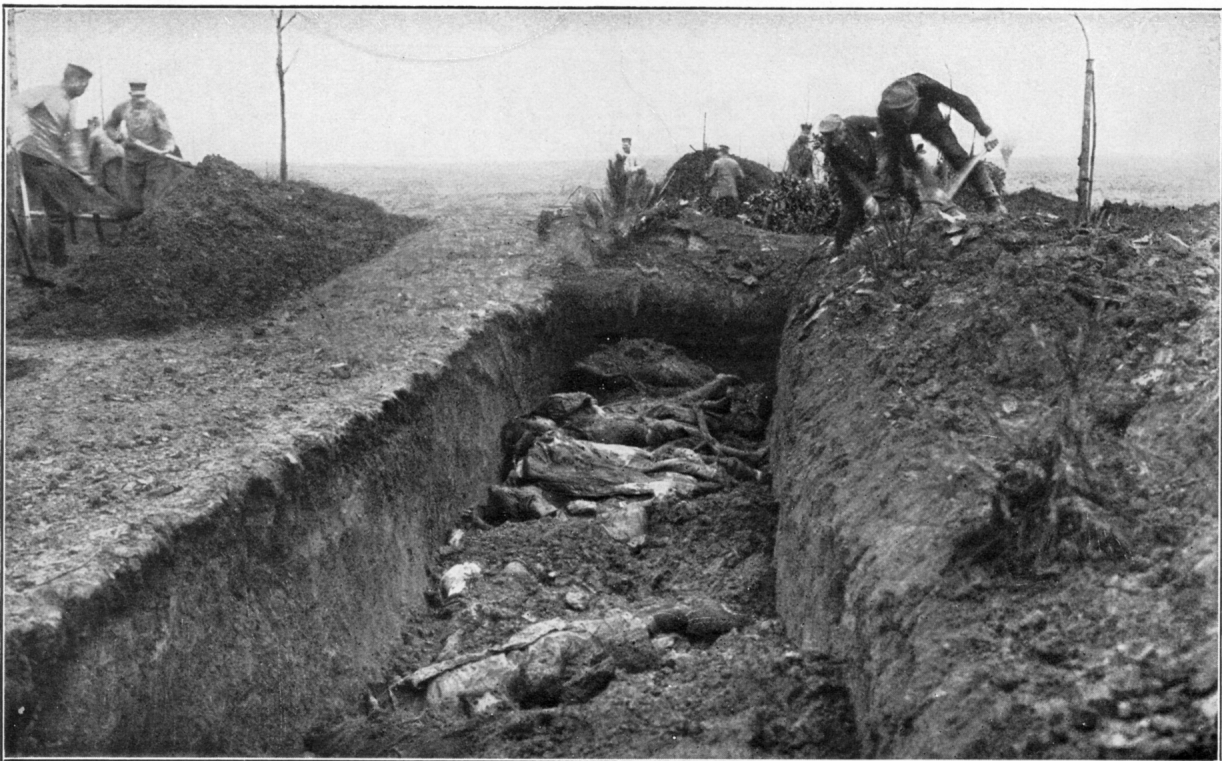
Soldati tedeschi seppelliscono soldati di entrambi gli schieramenti dopo l'attacco di Fromelles, 19 luglio 1916.

Sotto un aspetto significativo i primi giorni sulla Somme furono un successo strategico per gli alleati: il 12 luglio, per conseguenza dei combattimenti sulla Somme e dell'offensiva di Brusilov ad oriente, Falkenhayn interruppe l'attacco a Verdun e trasferì da quel settore alla Somme due divisioni e sessanta pezzi d'artiglieria pesante; sebbene i combattimenti vi sarebbero continuati sino a dicembre, sarebbero stati i francesi a dettare il corso della battaglia sulle rive della Mosa e lo stato maggiore tedesco avrebbe perso ogni velleità sul fronte di Verdun.
Sulla Somme, la 2ª armata di Fritz von Below non sarebbe riuscita da sola ad opporsi alla pressione continuata di francesi e britannici: ogni divisione tedesca del settore si trovava sotto l'attacco di tre-quattro divisioni alleate. Il 2 luglio sette divisioni tedesche erano in marcia verso la Somme come rinforzi, e altre sette si aggiunsero nel corso della settimana; fra luglio e agosto i tedeschi riversarono 35 nuove divisioni sul settore britannico e altre sette sul settore francese. La pressione combinata a Verdun e sulla Somme fece sì che l'Alto Comando tedesco in agosto disponesse solamente di una divisione in riserva.
I britannici avevano sperato di impedire questo afflusso di rinforzi tedeschi sulla Somme da altri settori del fronte. Per fare ciò venne intrapresa su tutto il fronte una serie di attacchi dimostrativi col fine di immobilizzare le divisioni tedesche; la maggiore e più tristemente famosa di queste azioni fu la battaglia di Fromelles, 19-20 luglio, di fronte alla cresta d'Aubers nell'Artois: al prezzo di 7080 perdite fra gli australiani e i britannici, non fu catturata nessuna porzione di terreno né si riuscì a fermare lo spostamento delle divisioni tedesche dall'Artois alla Somme.
Da parte francese il bilancio si può definire in maniera decisamente più positiva: in dieci giorni la 6ª armata francese, su un fronte di circa venti chilometri, era avanzata con una profondità che raggiungeva in certi punti quasi dieci chilometri; essa era inoltre completamente in possesso dell'altopiano di Flaucourt (che era il principale obiettivo e principale difesa di Péronne), aveva fatto 12000 prigionieri quasi senza perdite, catturato 85 cannoni, 100 mitragliatrici, 26 lanciamine e grandi quantità di materiali.

## La battaglia prosegue

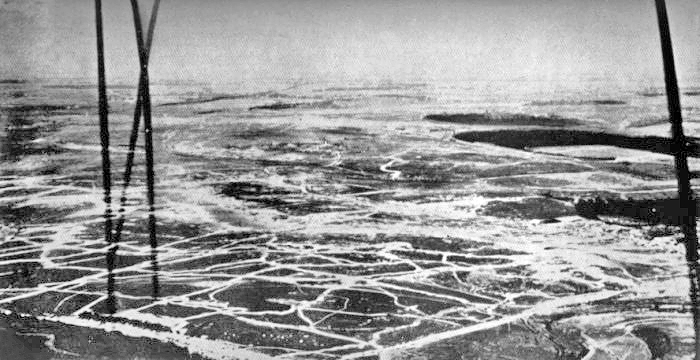
Veduta aerea del campo di battaglia della Somme ripreso da un pallone da osservazione britannico vicino Bécourt.

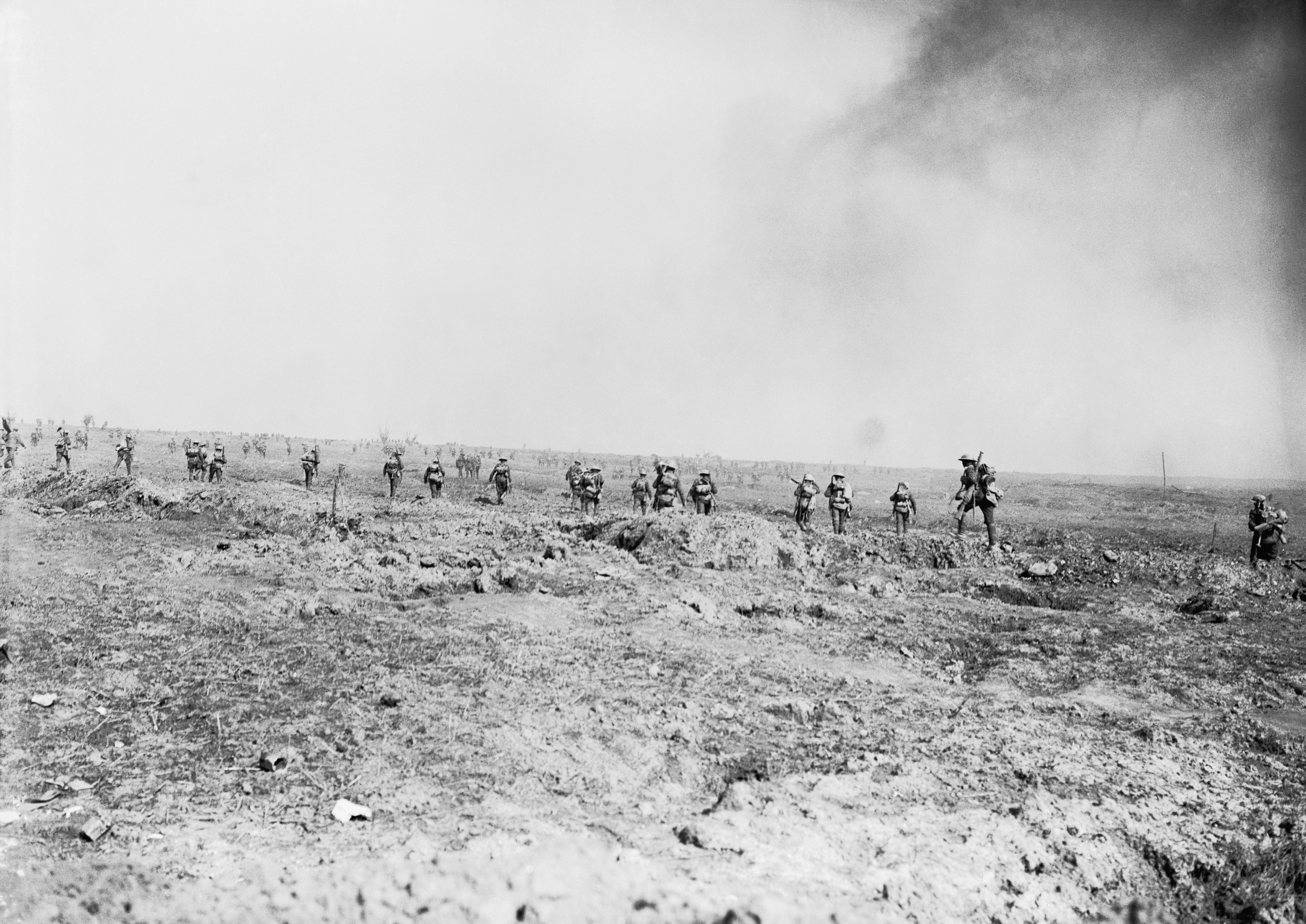
Truppe britanniche avanzano nella terra di nessuno durante l'attacco a Ginchy, 9 settembre 1916.

Nella serata del 1º luglio, il comandante della 4ª armata britannica, il generale Rawlinson, emise ordini intesi a riprendere l'attacco il prima possibile. La confusione e le comunicazioni difficoltose lungo l'estesa catena di comando fecero sì che ci volessero alcuni giorni prima che i comandanti britannici si rendessero conto della gravità del disastro.
Haig diede l'incarico al tenente generale Hubert Gough di prendere il settore nord con le sue divisioni di riserva, mentre la 4ª armata si sarebbe occupata del settore sud. Gough si rese conto del fallimento nel suo settore e impedì l'immediata ripresa dell'offensiva; le operazioni non sarebbero ripartite prima del 3 luglio.
Nelle prime due settimane di luglio la battaglia della Somme fu condotta con una serie di azioni su scala ridotta, scoordinate fra loro, chiaramente preparatorie per una spallata di maggiore rilievo. Fra il 3 e il 13 di quel mese, la 4ª armata di Rawlinson condusse 46 azioni che portarono alla perdita di 25000 uomini e nessun progresso significativo; questo dimostrò una differenza fra Haig e la sua controparte francese e questo divenne motivo di attrito. Il proposito di Haig era quello di mantenere una continua pressione sul nemico, mentre Joffre e Foch preferivano conservare le proprie forze in preparazione di una singola, pesante offensiva.
I britannici non erano poi consapevoli delle opportunità esistenti a sud della strada Albert-Bapaume, dove erano stati conseguiti successi parziali. Il 3 luglio una pattuglia di ricognizione della 18ª divisione penetrò per più di tre chilometri in territorio tedesco senza incontrare alcuna posizione difensiva stabile. Le posizioni tedesche vacillarono nel settore meridionale di Montauban-La Boisselle, ma gli attacchi erano deboli e discontinui, l'opportunità si perse e i tedeschi godettero di tempo a sufficienza per riorganizzarsi. Le postazioni dominanti di Pozières e Ginchy, sulle quali correva la seconda linea, furono riorganizzate e gli attacchi britannici divennero inefficaci.

### L'attacco a Bazentin

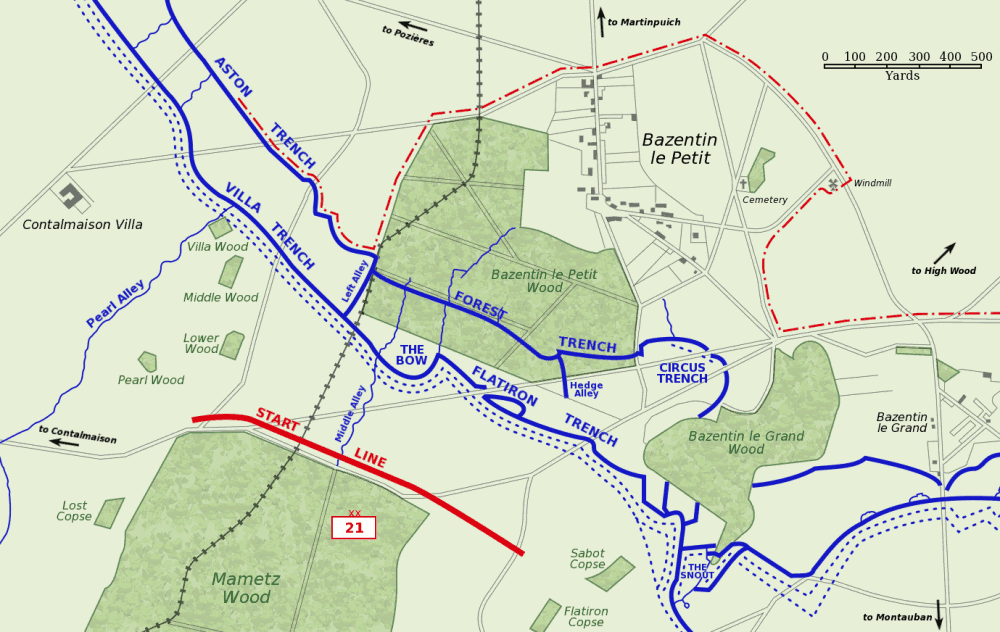
L'attacco della 21ª divisione britannica a Bazentin-le-Petit, 14 luglio 1916. La zona catturata per le ore 9.00 è mostrata dalla linea rossa tratteggiata.

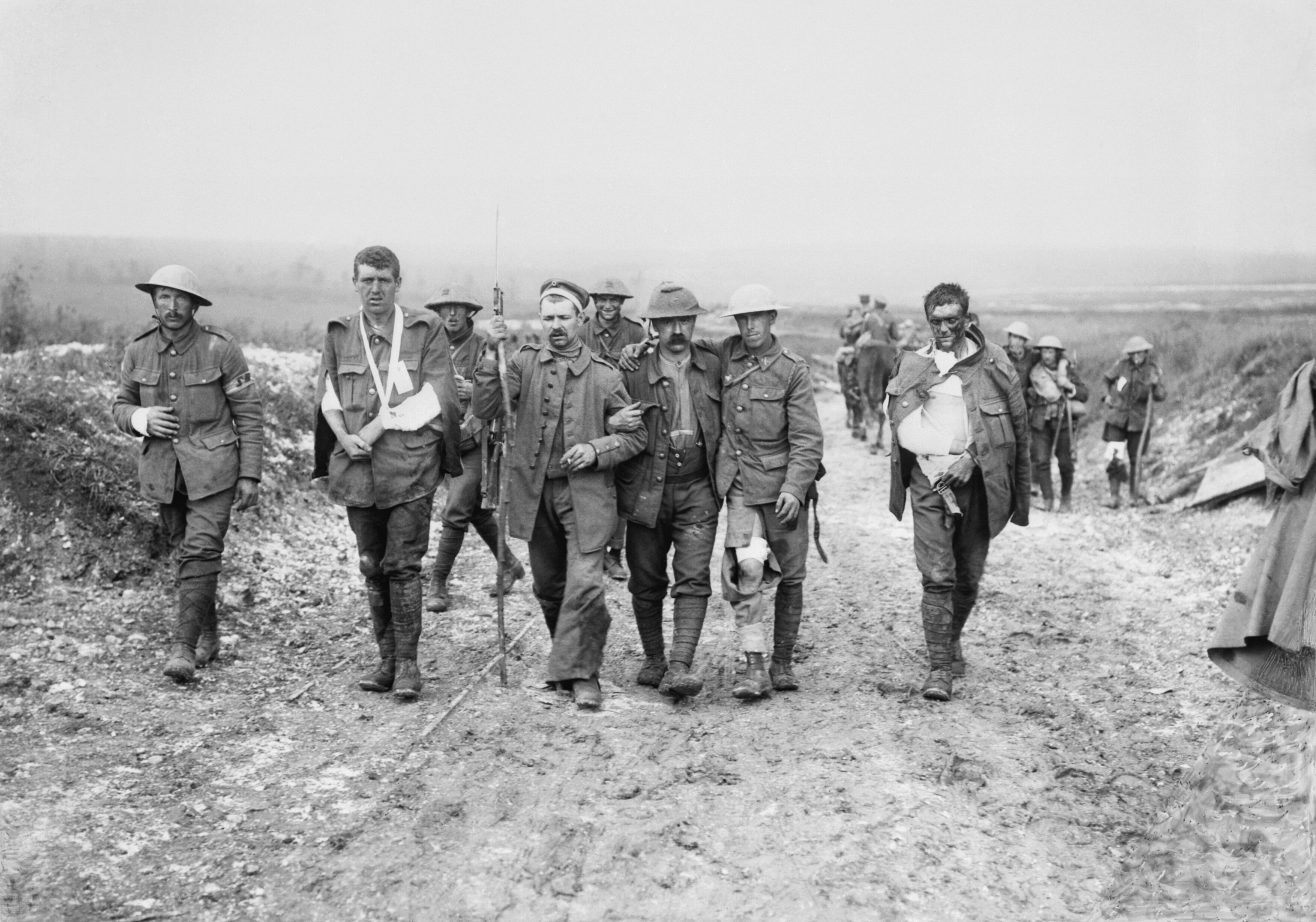
Prigionieri tedeschi aiutano alcuni feriti britannici a dirigersi verso le retrovie dopo l'assalto a Bazentin, 19 luglio 1916.

D'altra parte se i britannici avessero aspettato di portarsi abbastanza a ridosso della seconda linea tedesca per sferrare un attacco decisivo, probabilmente si sarebbero ritrovati dinnanzi una barriera di fuoco come quella affrontata il 1º luglio. Rawlinson elaborò un piano per sfondare le linee tedesche su un fronte di sei chilometri fra il bosco di Delville sulla destra e quello di Bazentin-le-Petit sulla sinistra: le truppe britanniche avrebbero attaccato all'alba, avvicinandosi alle linee nemiche col favore della notte, precedute da un violentissimo bombardamento di pochi minuti.
Dopo diverse diatribe con l'alto comando che preferiva un attacco più limitato, venne concesso a Rawlinson di effettuare l'attacco il 14 luglio con il XIII sulla destra e il XV corpo sulla sinistra, mentre i tedeschi disponevano di soli sei battaglioni oltre alla 7ª divisione di riserva a Bapaume.
L'attacco, conosciuto come la battaglia del crinale di Bazentin, fu diretto a catturare la seconda linea tedesca che correva lungo la cresta delle colline da Pozières, sulla strada Albert-Bapaume, in direzione sudest, verso i villaggi di Guillemont e Ginchy. Obiettivi erano i villaggi di Bazentin-le-Petit, Bazentin-le-Grand e Longueval, adiacente al Bosco d'Elville. Oltre questa linea, sull'opposto versante, si trovava Bosco Alto (High Wood).
Esiste un considerevole contrasto fra la preparazione e l'esecuzione di questo attacco e di quello del 1º luglio. L'attacco al crinale di Bazentin venne condotto da quattro divisioni su un fronte di meno di sei chilometri; le truppe uscirono prima dell'alba, alle 3.25, dopo un bombardamento d'artiglieria di soli cinque minuti; l'artiglieria effettuò un fuoco di sbarramento mobile, e le ondate d'assalto avanzarono poco dietro di esso.
A mezza mattinata, la prima fase dell'attacco aveva avuto successo, con quasi tutti gli obiettivi raggiunti e, come il 1º luglio, si creò una breccia nello schieramento tedesco. Tuttavia, proprio come il 1º luglio, i britannici non furono in grado di sfruttarla: il loro tentativo in tal senso diede luogo alla più famosa azione di cavalleria della battaglia della Somme, quando il 7º Dragoni della Guardia e il 2º cavalleria del Deccan tentarono di catturare Bosco Alto; la cavalleria tenne il bosco per tutta la notte, ma dovette ritirarsi il giorno successivo.
I britannici si aggrapparono a Bosco Alto ed avrebbero continuato a combattere per esso, come per il Bosco d'Elville, vicino a Longueval, per molti giorni. Comunque, nonostante il favorevole avvio dell'attacco del 14 luglio, non cambiarono il proprio modo di condurre le battaglie di trincea: nella notte fra il 22 e il 23 luglio, Rawlinson lanciò un attacco con sei divisioni sul fronte della 4ª armata, attacco che fallì completamente. I tedeschi invece avevano imparato: cominciarono ad abbandonare il sistema difensivo basato sulle trincee continue per affidarsi ad un sistema flessibile di difesa in profondità, con un complesso di capisaldi difficile da annientare da parte dell'artiglieria.
Il 19 luglio, le forze tedesche furono riorganizzate con von Below al comando della 1ª armata, responsabile del settore nord, e il generale Max von Gallwitz al comando della 2ª armata che presidiava il settore meridionale; inoltre von Gallwitz fu nominato comandante di gruppo d'armate, responsabile di entrambe le armate tedesche sulla Somme.
Per gli alleati, dopo i modesti successi del 14 luglio, seguirono diverse scaramucce e i britannici decisero di spostare tutti gli sforzi verso il crinale di Pozières, mentre i francesi martellavano costantemente Péronne.

### Pozières e fattoria Mouquet

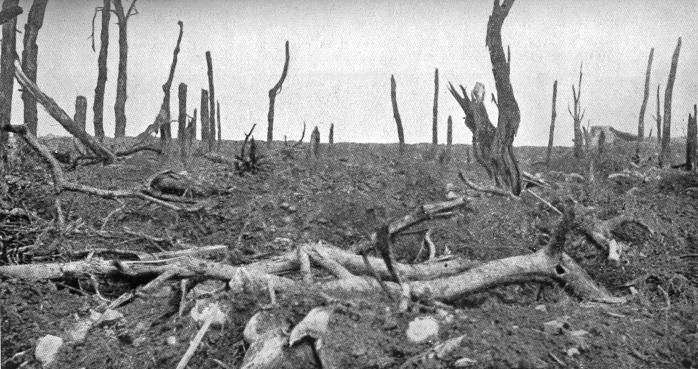
Devastazioni attorno a Pozières, 28 agosto 1916.

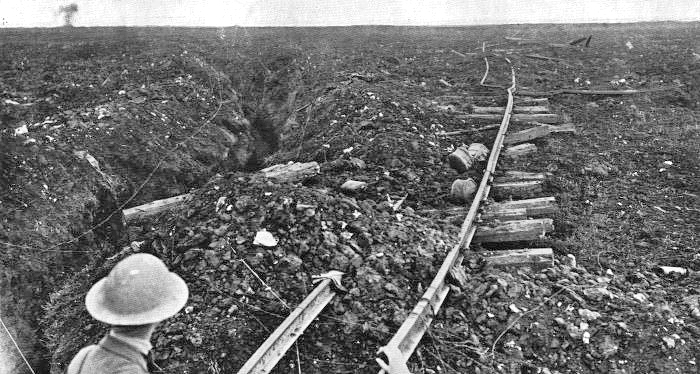
Il pianoro a nord e ad est di Pozières, 28 agosto 1916.

Nelle prime settimane di luglio non ci furono progressi significativi nel settore nord. Ovillers, appena a nord della strada Albert-Bapaume, non fu occupata fino al 16 luglio. La sua conquista, e il caposaldo che i britannici avevano stabilito nella seconda linea tedesca il 14 luglio, significavano la possibilità di prendere di fianco le difese tedesche settentrionali: la chiave per farlo era il villaggio di Pozières che si trovava sulla cresta della strada che da Albert conduceva a Bapaume; dietro il villaggio, verso est, correvano le trincee della seconda linea tedesca. La 4ª Armata fece tre tentativi di impadronirsi del villaggio fra il 14 e il 17 luglio prima che Haig togliesse all'armata comandata da Rawlinson la responsabilità del fianco nord. La cattura di Pozières divenne compito dell'armata di riserva di Gough, con l'impiego di tre divisioni australiane del I corpo d'armata dell'ANZAC.
Gough voleva che la 1ª divisione australiana attaccasse immediatamente, ma il comandante della divisione, il britannico maggior generale Harold Walker, rifiutò di mandare i suoi uomini all'attacco senza un'adeguata pianificazione. L'attacco fu quindi programmato per la notte del 23 luglio, in coincidenza con quello della 4ª armata.
Lanciato poco dopo la mezzanotte, l'attacco su Pozières fu un successo, in grande misura grazie all'insistenza di Walker sulla pianificazione e a uno schiacciante bombardamento di supporto. I tedeschi, riconoscendo la grande importanza del villaggio nel proprio sistema difensivo, lanciarono tre infruttuosi contrattacchi prima di iniziare un prolungato e metodico bombardamento della località. L'ultimo tentativo tedesco di riprendere Pozières avvenne prima dell'alba del 7 agosto, seguendo un bombardamento particolarmente pesante: i tedeschi sopraffecero le difese avanzate australiane e ne nacque una mischia furibonda, da cui però emersero vittoriosi gli australiani.
Gough progettò di dirigersi a nord lungo il crinale verso la fattoria Mouquet, il che permetteva di insidiare il bastione tedesco di Thiepval alle spalle; tuttavia più gli australiani avanzavano, più si approfondiva il saliente così creato, cosicché l'artiglieria tedesca poteva concentrare su di essi il proprio fuoco da tre lati. L'8 agosto gli australiani iniziarono a spingersi a nord lungo il crinale col II corpo d'armata britannico avanzando da Ovillers sulla sinistra. Per il 10 agosto venne stabilita una linea poco a sud della fattoria, che i tedeschi avevano trasformato in una fortezza, con profonde buche e gallerie di collegamento con ridotte distanti.
Gli australiani tentarono più volte di prendere la fattoria fra il 12 agosto e il 3 settembre, avvicinandosi sempre più alla meta, ma il presidio tedesco tenne duro. Gli australiani furono rilevati dal Corpo d'armata canadese, che occupò per breve periodo la fattoria il 16 settembre, il giorno successivo all'offensiva principale britannica; finalmente il 27 settembre il presidio tedesco si arrese. Nei combattimenti di Pozières e della fattoria Mouquet, le tre divisioni australiane persero oltre 23000 uomini; se si includono le perdite durante l'attacco diversivo a Fromelles del 19 luglio, l'Australia in sei settimane perse in Francia più uomini che negli otto mesi della campagna di Gallipoli.

### Battaglia d'attrito: agosto e settembre

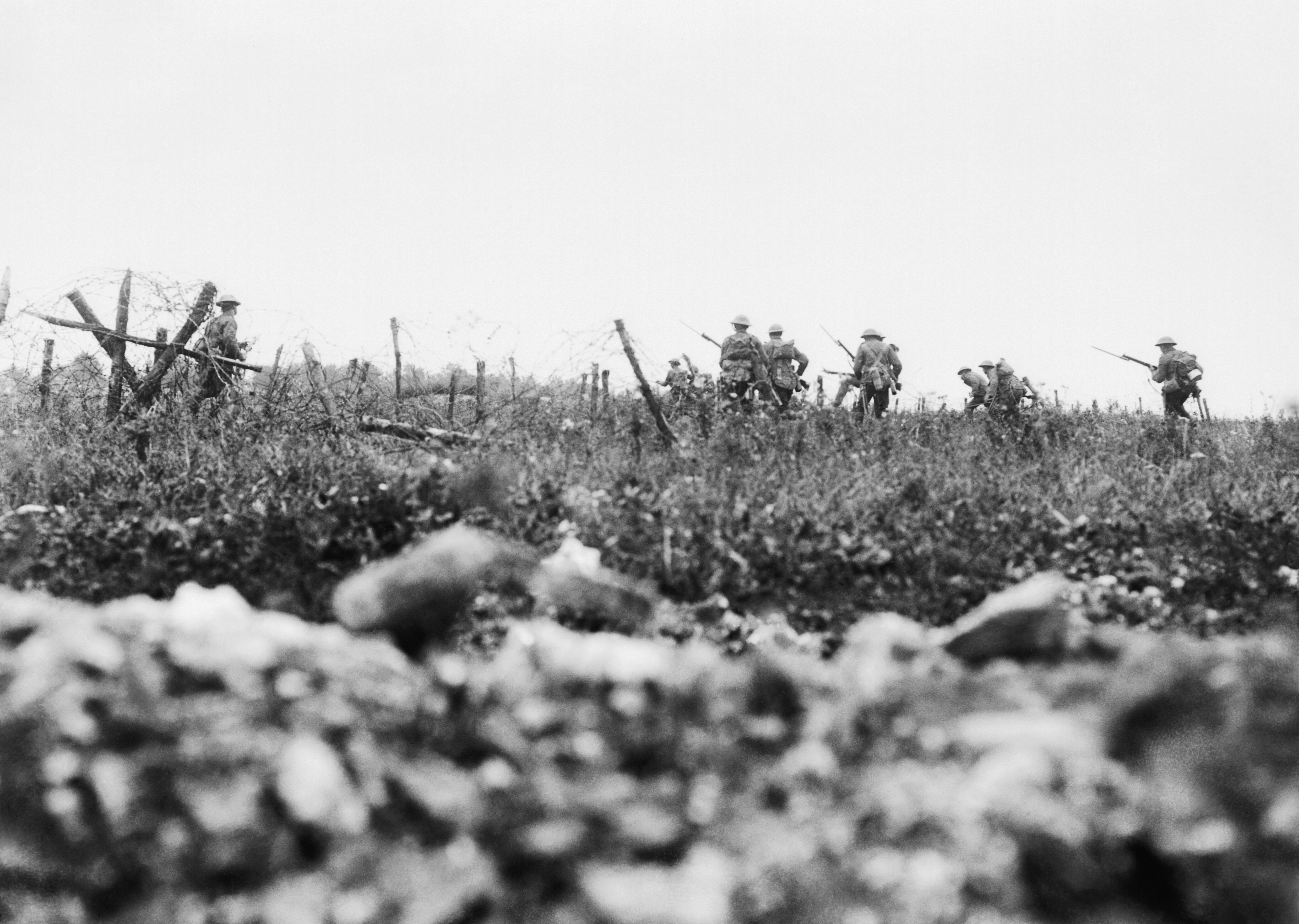
Uomini del Wiltshire Regiment all'attacco vicino Thiepval, 7 agosto 1916.

Per l'inizio di agosto, Haig accettò l'idea che la possibilità di effettuare uno sfondamento era del tutto tramontata: i tedeschi «avevano posto rimedio in grande misura alla disorganizzazione» di luglio. Per le successive sei settimane, i britannici avrebbero intrapreso una serie di azioni su scala ridotta in preparazione della spallata principale. Il 29 agosto il capo di stato maggiore tedesco, Erich von Falkenhayn, fu sostituito dal generale Paul von Hindenburg, col generale Erich Ludendorff come vice, ma di fatto col ruolo di vero comandante delle operazioni.
L'effetto immediato di questo cambiamento fu l'introduzione di una nuova dottrina difensiva: il 23 settembre i tedeschi iniziarono la costruzione della "Siegfried Stellung", chiamata Linea Hindenburg dai britannici. Impegnati in due teatri di scontro, i tedeschi oramai risentivano pesantemente della tattica logorante e caparbia dei britannici sulla Somme e dei contrattacchi di Robert Nivelle a Verdun. Il punto di contatto tra francesi e britannici si trovava a sudovest del Bosco d'Elville, oltre i villaggi di Guillemont e Ginchy. Il primo tentativo britannico di prendere Guillemont l'8 agosto fu un fiasco; il 18 agosto iniziò un tentativo più in grande stile, con l'impiego di tre corpi d'armata britannici e altrettanti francesi, ma solo il 3 settembre Guillemont cadde. L'attenzione quindi si spostò su Ginchy, catturata dalla 16ª divisione irlandese il 9 settembre. Anche i francesi fecero progressi, e quando cadde Ginchy i due eserciti si unirono vicino Combles.

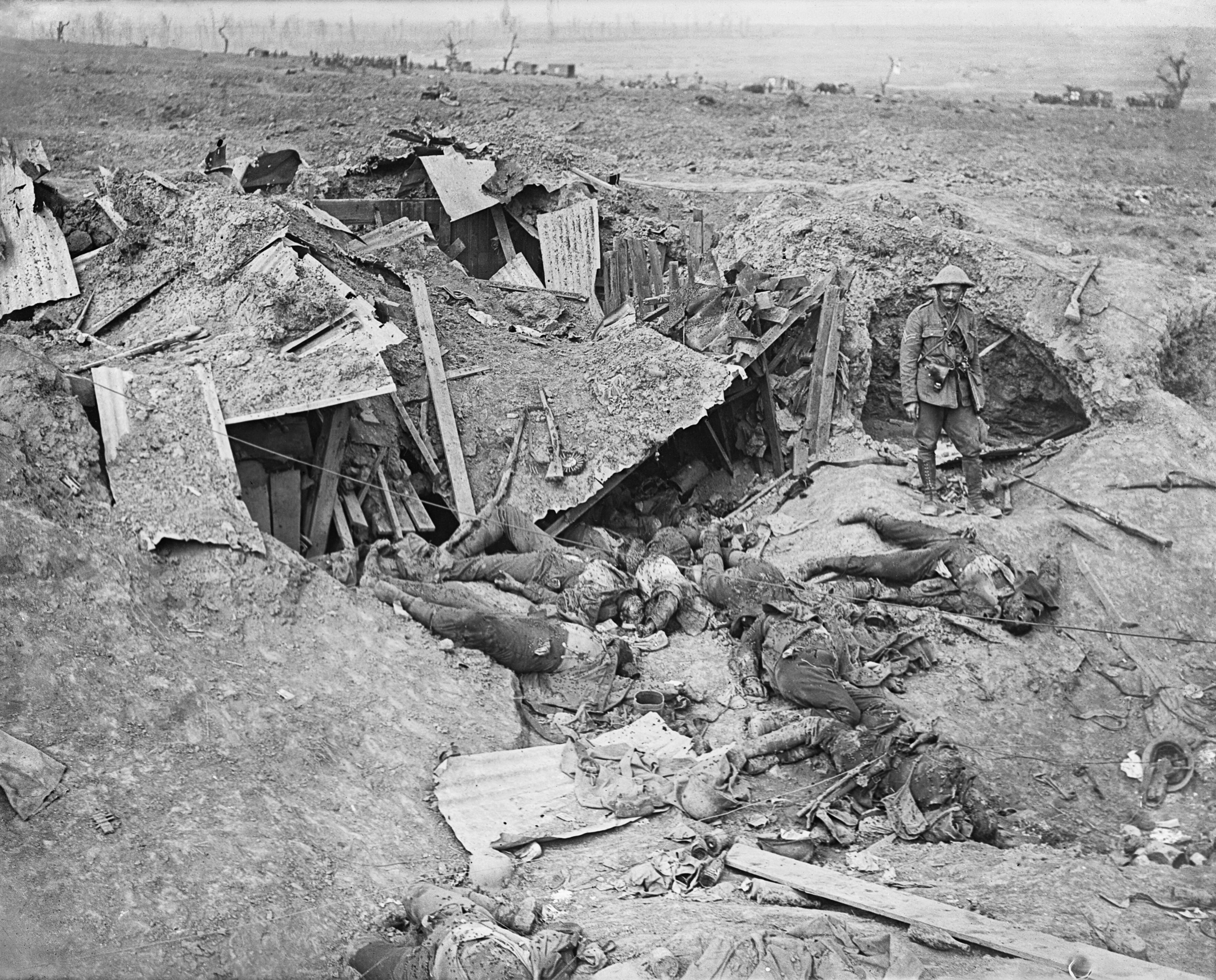
Una trincea ed un rifugio tedesco distrutti, vicino Guillemont.

I britannici avevano ora un fronte quasi rettilineo, dalla fattoria Mouquet a nordovest all'abitato di Combles a sudest dominato dal bosco di Leuze in mano britannica, che costituiva una comoda posizione di partenza per un altro attacco su vasta scala. Qui i due eserciti alleati si congiungevano, ma i francesi avevano appena esteso verso meridione il fronte, travolgendo cinque chilometri della prima linea tedesca nei pressi di Chaulnes e catturando 7000 prigionieri.
Questa fase interlocutoria della battaglia era stata costosa per la 4ª armata, pur senza offensive di rilievo. Fra il 15 luglio e il 14 settembre, l'inizio della battaglia successiva, la 4ª armata condusse circa 90 attacchi della forza di un battaglione in su, di cui solo quattro per tutti i nove chilometri del proprio fronte; perdette 82000 uomini, per un'avanzata di meno di un chilometro: un risultato anche peggiore di quello del 1º luglio.

## La fase finale

### Entra in scena il carro armato

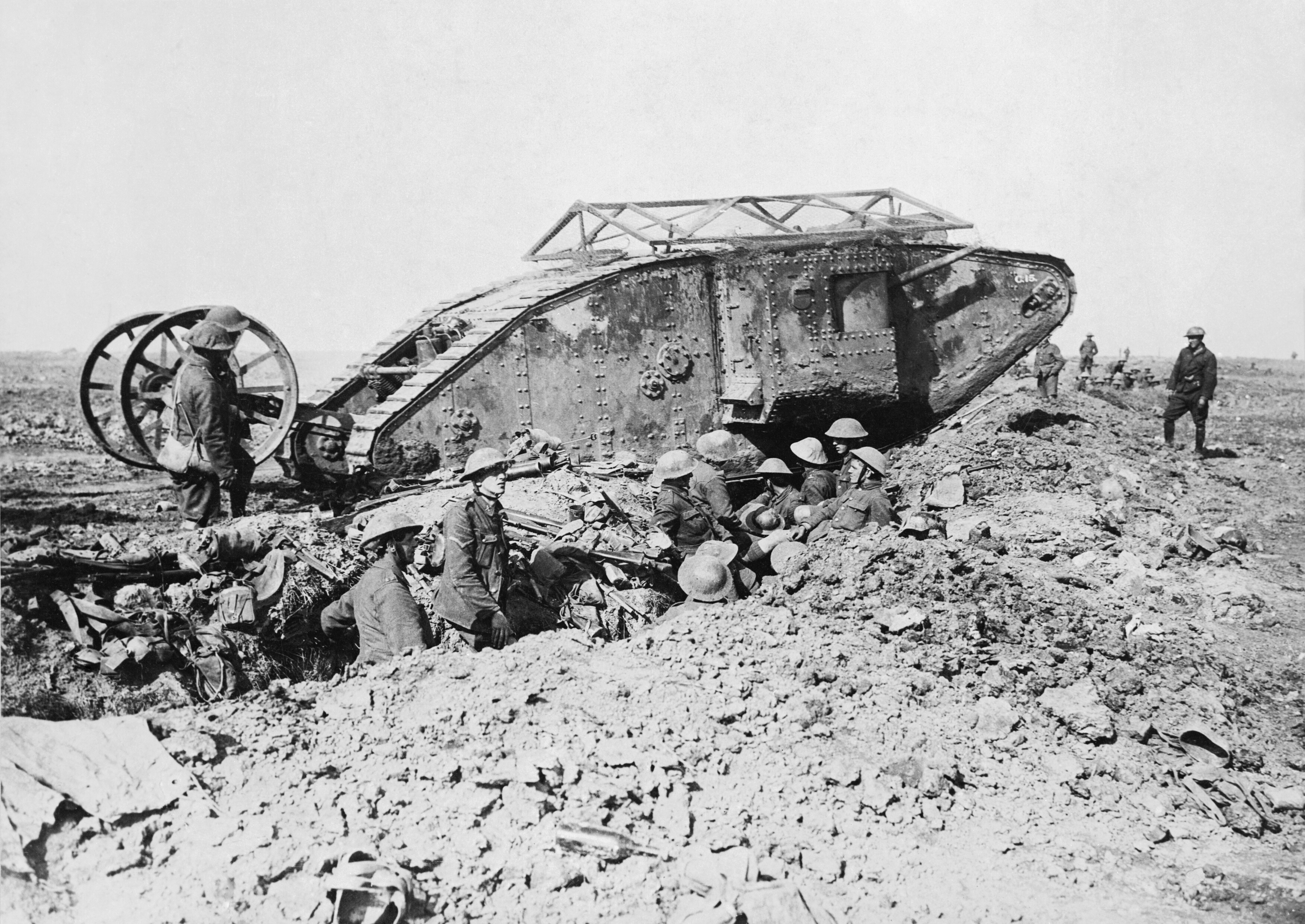
Un carro armato britannico Mark I nella versione "male" (maschio), 25 settembre 1916.

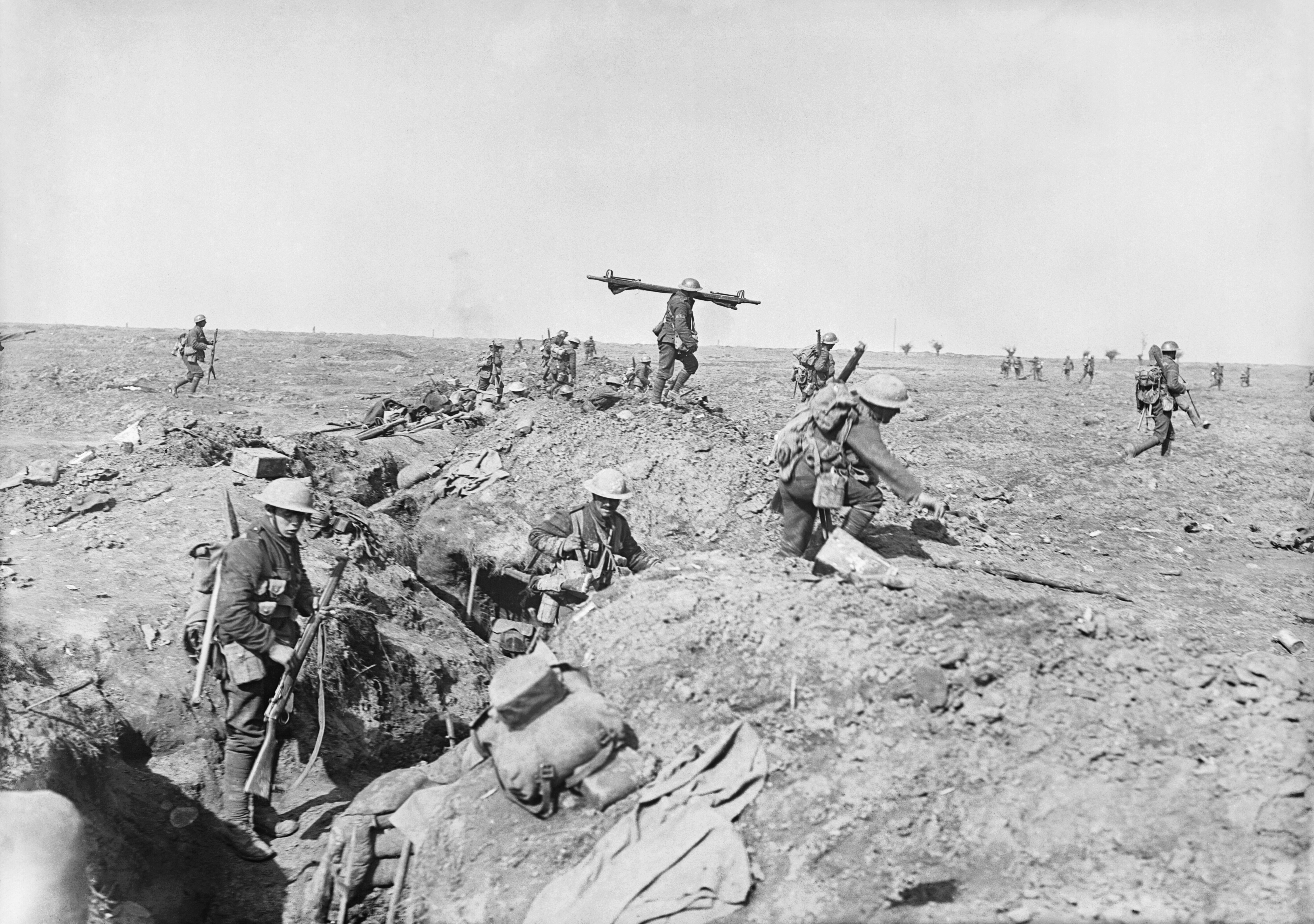
La fanteria britannica avanza vicino Ginchy durante la battaglia di Morval, 25 settembre 1916.

Nonostante la sua professata fede per la guerra d'attrito, Haig era ormai ridotto a puntare tutto su uno sfondamento decisivo. L'attacco doveva fare perno a sinistra, nel settore dell'armata di Gough: l'obiettivo primario del colpo principale, sferrato da Rawlinson, doveva essere lo sfondamento di quella che in origine era stata l'ultima linea tedesca tra Morval e Le Sars, in concomitanza con un attacco francese verso sud tra Combles e la Somme, isolando in tal modo Combles. Se l'offensiva si fosse sviluppata in modo così positivo da giustificare un altro attacco, i britannici avrebbero poi dovuto estendere il loro assalto verso nord in modo da espugnare Courcelette e Martinpuich.
L'attacco aveva una caratteristica molto particolare: per la prima volta nella storia sarebbero stati impiegati i carri armati, veicoli corazzati capaci di muoversi attraverso i campi progettati come antidoto alle mitragliatrici nemiche e ai reticolati. Il comando britannico decise di impiegare i carri disponibili per rinverdire le ormai scarne speranze di successo, sebbene solo 60 dei 150 carri costruiti erano in Francia in quel momento e soltanto 49 vennero impiegati; gli insufficienti e affrettati preparativi, nonché i difetti meccanici di quel primo modello ridussero ulteriormente il numero totale dei mezzi corazzati, cosicché solo 32 giunsero in linea pronti per l'attacco.
L'attacco fu lanciato all'alba del 15 settembre sfociando nella battaglia di Flers-Courcelette, dove i britannici si mossero nuovamente verso Bosco Alto, la fattoria Moquet, Courcelette e Flers. Al centro il XV corpo realizzò rapidi e notevoli progressi, tanto che alle 10 la sua divisione di sinistra era già al di là di Flers, ma sulla sua destra il XIV corpo subì ingenti perdite e fu fermato molto prima di poter raggiungere Morval e Lesbœufs; neppure il III corpo sulla sinistra raggiunse gli obiettivi prestabiliti, anche se la sua 47ª divisione riuscì finalmente ad impadronirsi del contesissimo Bosco Alto.
Fu anche la prima azione importante sul fronte occidentale per la divisione neozelandese, al tempo parte del XV corpo d'armata britannico, la quale catturò parte della linea di collegamento ad ovest di Flers. Sul fianco sinistro, la 2ª divisione canadese catturò il villaggio di Courcelette dopo un furioso combattimento, anche con un certo aiuto dai carri.
Il piano per prendere il bosco prevedeva di utilizzare i carri a supporto della fanteria della 47ª divisione britannica, ma il bosco era un paesaggio intransitabile di tronchi spezzati e buche di granata, e un solo carro riuscì a percorrere un certo tratto; i difensori tedeschi furono costretti ad abbandonare la posizione quando i britannici, progredendo sui fianchi, minacciarono di accerchiarli.
All'estrema sinistra la progettata estensione dell'attacco venne attuata secondo previsioni, e Martinpuich e Courcelette caddero in mano alleata. La giornata si concluse - salvo che sul settore destro - con la conquista del crinale dominante che aveva favorito per molto tempo i tedeschi; al mancato settore destro si pose riparo il 25 settembre, quando un altro grande attacco anglo-francese costrinse i tedeschi ad evacuare Combles, mentre Guedencourt, Lesboeufs e Morval furono conquistate. In quell'occasione i carri rimasero in riserva. Il giorno dopo, con l'appoggio di 13 carri armati anche Thiepval cadde nelle mani di Gough.
La battaglia viene principalmente ricordata oggi per il debutto operativo del carro armato. I britannici nutrivano grosse speranze sul fatto che quest'arma avrebbe superato il punto morto dato dalle trincee. I primi carri non erano certo armi per la guerra di movimento, visto che con una velocità fuori strada di poco più di 3 km/h erano facilmente superati dalla fanteria in marcia, ma erano stati concepiti per la guerra di trincea: non temevano gli ostacoli di filo spinato ed erano impenetrabili (almeno nei primi tempi) al fuoco dei fucili e delle mitragliatrici, sebbene fossero assai vulnerabili al fuoco d'artiglieria. Erano anche notoriamente inaffidabili: dei 49 carri disponibili il 15 settembre, solo 32 furono schierati, e di questi solo 21 ce la fecero ad entrare in azione. I guasti meccanici erano comuni, e molti rimasero impantanati o incastrati nelle buche di granata e nelle trincee del tormentato campo di battaglia.

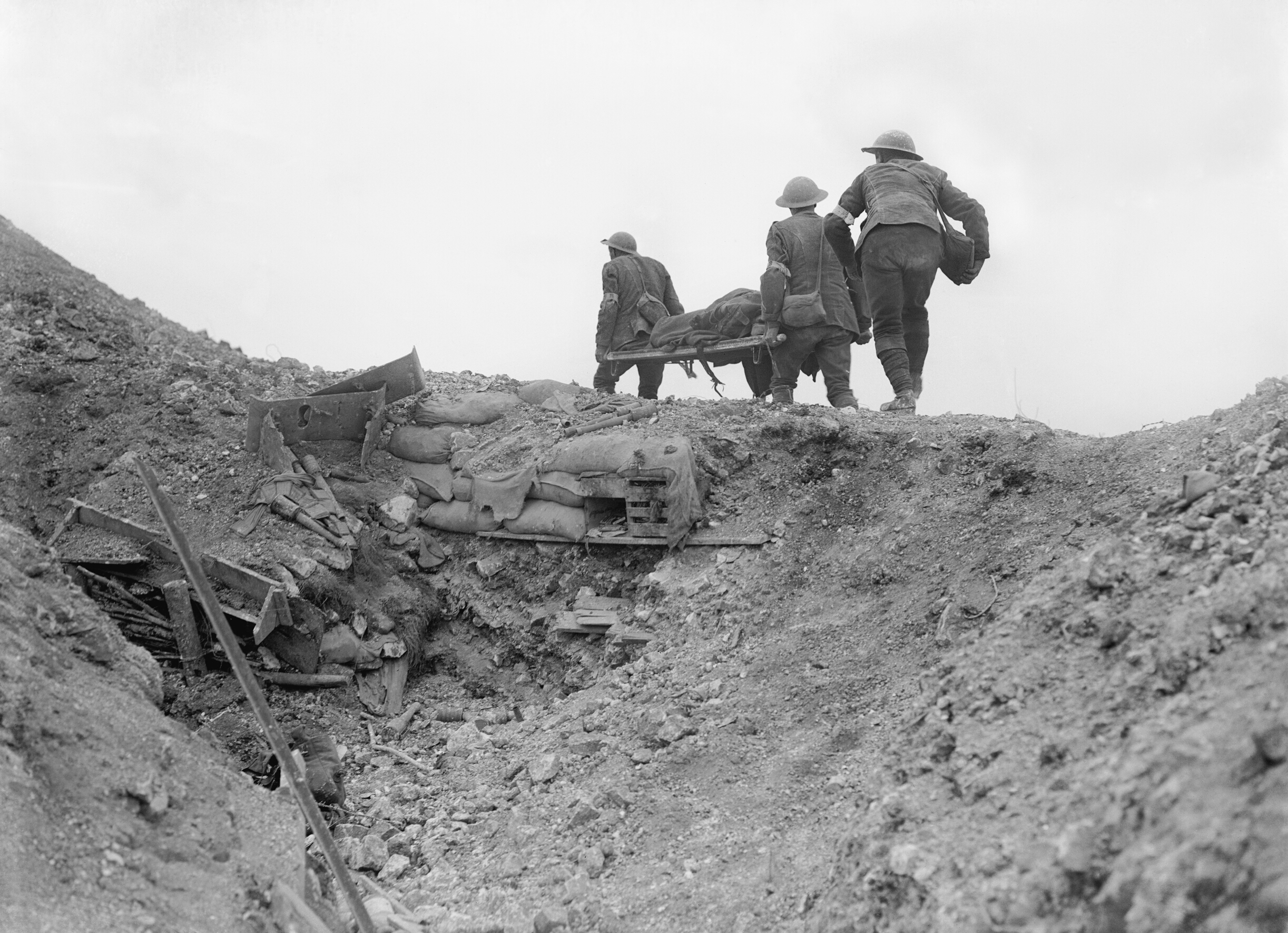
Personale di sanità recupera dei feriti durante la battaglia di Thiepval, 26 settembre 1916.

### Gli ultimi attacchi
Douglas Haig continuava intanto a sollecitare una pressione «senza soste», e grazie ad una serie di altri piccoli successi alleati nella prima settimana di ottobre i tedeschi ripiegarono sull'ultima linea difensiva da loro allestita, che partendo da Sally-Saillisel, sulla destra, toccava Le Transloy e passava infine dinnanzi a Bapaume; i tedeschi stavano preparando nuove linee difensive più arretrate, ma nessuna fu portata a termine. D'altra parte i tedeschi avevano dimostrato una forte resistenza, e i limitati successi portati dagli alleati non erano tali da alimentare speranze di uno sfondamento.
(Generale Edmonds)
Il prematuro arrivo delle piogge autunnali contribuì a rendere il terreno un pantano in cui uomini e mezzi faticavano a muoversi; in queste condizioni gli attacchi erano destinati a fallire, e anche quando una trincea nemica veniva conquistata, il lavoro di consolidamento era talmente difficile da annullare il successo conseguito.
Il 12 ottobre a Guédencourt entrarono in azione i soldati di un battaglione del reggimento di Terranova. I britannici sperimentarono la cosiddetta "barriera di fuoco" o "barràge": gli uomini avanzavano preceduti da un fuoco di artiglieria che aveva lo scopo di eliminare i reticolati e stordire i difensori. Fra gli attaccanti, uno su dieci - se non di più - morì perché avanzò troppo presto o perché il tiro risultò troppo corto.

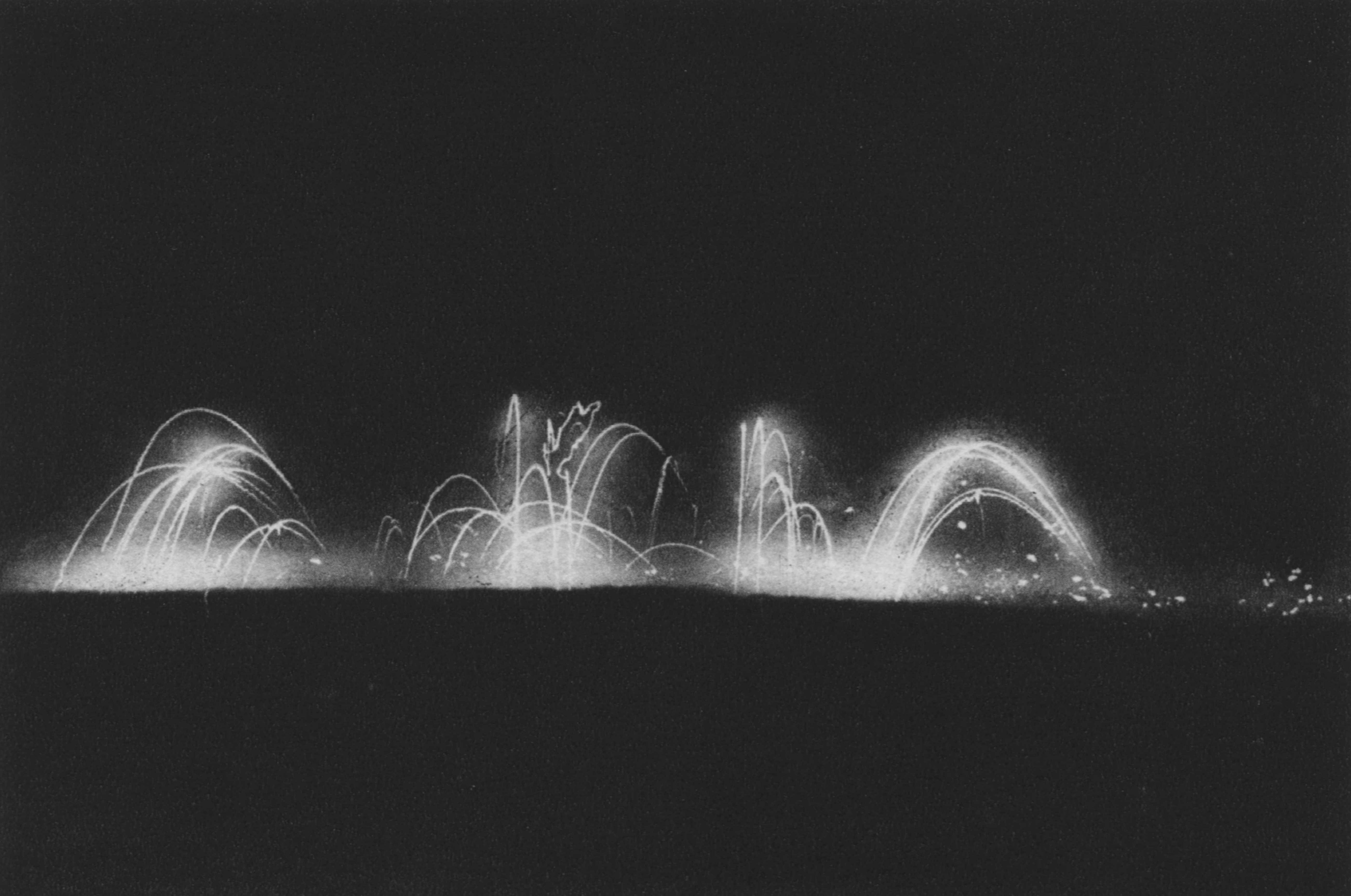
Foto notturna del campo di battaglia di Thiepval con i bengala che illuminano il settore.

Il cuneo lentamente scavato tra l'est dell'Ancre e la Somme aveva trasformato la linea difensiva tedesca originaria a nord dell'Ancre in un saliente assai pronunciato. Da qualche tempo Gough si preparava ad attaccarlo, e infine il 13 novembre, grazie ad un temporaneo miglioramento atmosferico, sette divisioni attaccarono Beaumont-Hamel e Beaucourt-sur-Ancre. Le mosse iniziali furono quasi una copia del 1º luglio, anche per la detonazione di una mina sotto la ridotta della cresta Hawthorn, ad ovest di Beaumont-Hamel. La 31ª divisione aveva attaccato il 1º luglio le posizioni sul fiume Serre, e quattro mesi e mezzo dopo era nuovamente chiamata allo stesso compito; i risultati furono simili.
A sud del Serre i britannici, con l'esperienza acquisita a caro prezzo, riuscirono a catturare la maggioranza dei propri obiettivi: la 51ª divisione delle Highland prese Beaumont-Hamel mentre alla destra la 63ª divisione Royal Naval catturò Beaucourt.
Haig era soddisfatto del risultato, ma Gough premeva per uno sforzo finale, che fu effettuato il 18 novembre con un attacco alle trincee "Monaco" e "Francoforte", e una puntata verso Grandcourt: novanta uomini del 16º battaglione Highland Light Infantry rimasero isolati nella trincea Francoforte dove resistettero fino al 21 novembre quando i 45 sopravvissuti, 30 dei quali feriti, si arresero.
Quel successo per Haig avrebbe «rafforzato la posizione dei rappresentanti britannici» nell'imminente conferenza militare alleata di Chantilly. L'offensiva della Somme poté così essere sospesa.

## Conclusione

Trincea britannica a Ovillers-la-Boisselle, sulla strada tra Albert e Bapaume, luglio 1916.

Intanto sui due fronti si progettavano già le offensive per il 1917 e si resero pubblici i bilanci della campagna appena conclusa. Il 1º novembre gli anglo-francesi annunciarono che dal 1º luglio avevano catturato 72901 tedeschi, 303 pezzi d'artiglieria, 215 mortai e quasi un migliaio di mitragliatrici. Su l'uno e sull'altro fronte si calcolarono anche le perdite, che raggiunsero cifre mai raggiunte in precedenza: i morti britannici sulla Somme nei quattro mesi trascorsi dal 1º luglio furono 95675, quelli francesi 50729 per un totale di 146404 uomini. Le perdite tedesche furono ancora più numerose: 164055 con oltre 70000 prigionieri.
La battaglia si chiuse in un'atmosfera di delusione e disappunto, dopo aver comportato per le forze britanniche perdite così ingenti da far passare in secondo piano le conquiste territoriali e le perdite nemiche; queste ultime furono in larga misura dovute all'atteggiamento rigido e intransigente dei comandanti tedeschi, specialmente di von Below, il comandante della 1ª armata, il quale emise ordini in cui affermava che ogni ufficiale colpevole di aver ceduto anche un solo centimetro di terreno sarebbe stato deferito alla corte marziale, e che ogni metro perso avrebbe dovuto essere riconquistato con un contrattacco.
Questo provocò cedimenti del morale dei tedeschi, finché il 30 agosto von Below fu costretto a revocare i suoi stessi ordini, conformandosi a quelli del duo Ludendorff-Hindenburg. Nonostante le perdite della Somme e di Verdun, sul fronte occidentale erano ancora schierate 127 divisioni tedesche a cui si contrapponevano 106 divisioni francesi, 56 britanniche, 6 belghe e una russa, per un totale di 169 divisioni. La British Expeditionary Force che ad agosto 1914 contava circa 160000 uomini in tutto, alla fine del 1916 ne contava 1591745, inclusi 125517 uomini dell'ANZAC e 104538 canadesi.

### Effetti tattici e strategici
(Friedrich Steinbrecher)

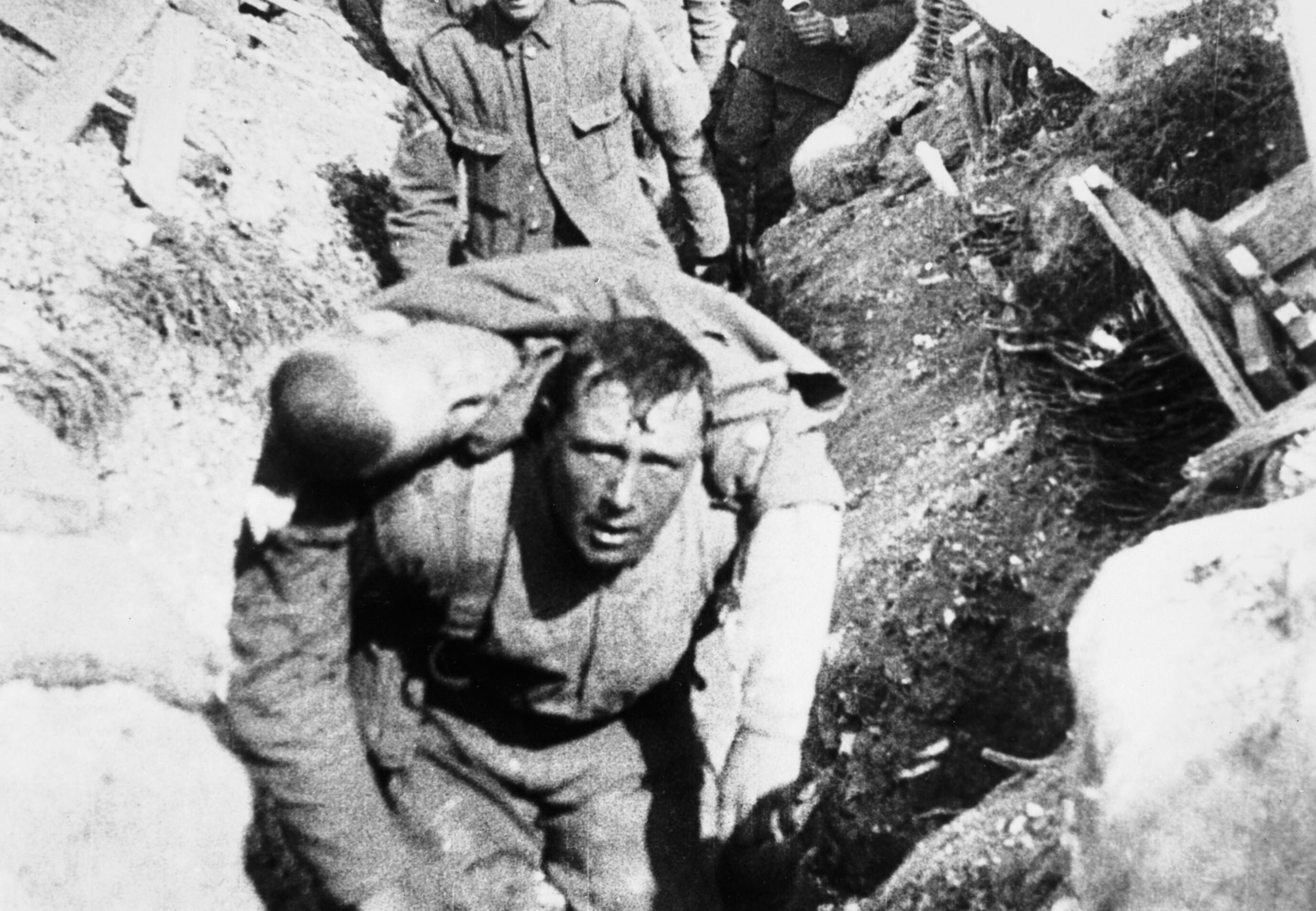
Un soldato britannico trasporta un camerata ferito fuori dalla trincea, Somme 1º luglio 1916.

Non è facile identificare il reale vincitore della battaglia della Somme; le conquiste territoriali degli attaccanti non andarono al di là di otto chilometri nel loro punto di massima penetrazione, ma questo dato contrapposto alle circa 620000 perdite anglo-francesi annulla di fatto una vittoria tattica sulla Somme. In una visione a lungo termine però, dello scontro beneficiò più l'Intesa che l'esercito tedesco: la miscela di guerra di materiali di cui erano capaci le forze alleate e la resistenza ad oltranza di stampo teutonico avrebbe indebolito la Germania, le cui perdite divennero non solo pesanti, ma insostituibili.
A sfavore della Germania inoltre, a partire dalla Somme il Regno Unito iniziò a guadagnare influenza nella coalizione, e riconoscendo la crescente minaccia britannica il 31 gennaio 1917 la Germania adottò la politica della guerra sottomarina indiscriminata, nel tentativo di privare di rifornimenti la nazione insulare; un atto che avrebbe, come conseguenza ultima, trascinato in guerra gli Stati Uniti. Mentre gli alleati avrebbero potuto contare sulle truppe statunitensi, la Germania dopo le carneficine di Verdun e della Somme non fu più in grado di rimpinguare le proprie file, riducendo la propria strategia alla sola difesa. I comandanti Hindenburg e Ludendorff ritennero che l'esercito non potesse sopportare continue battaglie d'attrito come la Somme: il 24 febbraio 1917 l'esercito tedesco effettuò una ritirata strategica dalla Somme alle fortificazioni della linea Hindenburg, accorciando la linea del fronte.
Sul piano tecnico la battaglia scatenata dagli anglo-francesi costituì un successo strategico per gli alleati. In seguito all'offensiva Falkenhayn fu costretto a spostare due divisioni e 60 pezzi d'artiglieria pesante da Verdun alla Somme; la nuova pressione su questo fronte costrinse ogni divisione tedesca ad affrontare tre o quattro divisioni alleate. Tra luglio e agosto lo stato maggiore tedesco dovette impiegare 35 nuove divisioni contro l'ala inglese e altre sette contro quella francese, potendo contare su una sola divisione di riserva.
Nel complesso il guadagno territoriale alleato fu di circa 110 chilometri quadrati e 51 villaggi riconquistati; i tedeschi erano arretrati di circa 7-8 chilometri con notevolissime perdite di uomini e materiali. Da un punto di vista puramente tattico si trattò quindi di una sconfitta tedesca, ma il guadagno alleato fu molto esiguo di fronte all'enorme dispendio di uomini e materiali.

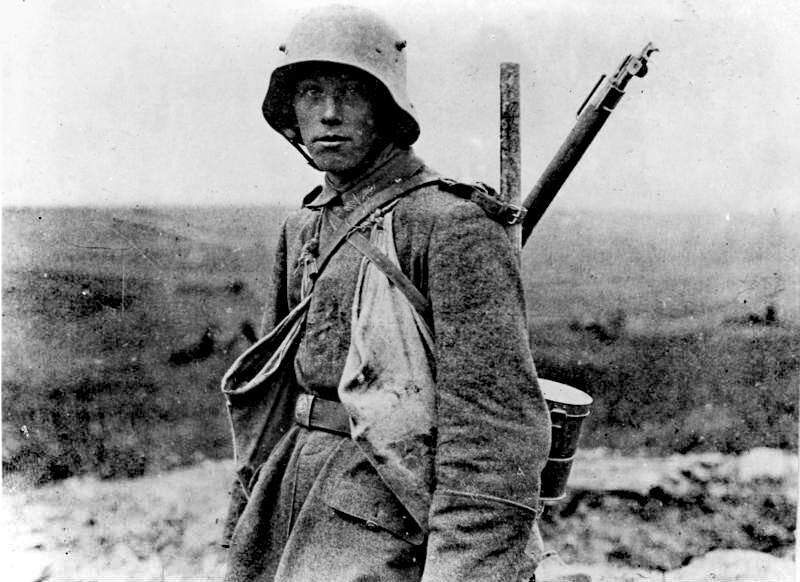
Giovane soldato tedesco sulla Somme.

All'inizio del 1916 l'esercito britannico era una massa di volontari senza esperienza bellica, e la Somme fu il primo vero test di questa "armata di Kitchener": è brutale ma realistico affermare che molti dei soldati britannici uccisi sulla Somme mancavano di esperienza, e quindi la loro perdita aveva poco valore dal punto di vista militare; tuttavia essi erano stati i primi ad offrirsi volontari, mentre per la Germania, che era in guerra da quasi due anni, ogni perdita minava l'esperienza e l'efficienza dell'esercito. La Somme condusse direttamente a nuovi importanti sviluppi nell'organizzazione e nelle tattiche della fanteria alleata: esaminando le ragioni dietro sconfitte e successi del primo giorno di battaglia, i britannici e i contingenti del Commonwealth introdussero il concetto di plotone, seguendo i passi degli eserciti francese e tedesco, che già si stavano indirizzando verso l'impiego di unità tattiche più piccole. Al tempo della Somme i comandanti superiori britannici insistevano che la compagnia (120 uomini) dovesse essere la più piccola unità di manovra; meno di un anno dopo lo sarebbe stata la sezione, di 10 uomini.
Per quanto riguarda la Francia, il mediocre risultato tattico e strategico conseguito sulla Somme costò il siluramento del generale Joseph Joffre, sostituito dal "vincitore" di Verdun Robert Georges Nivelle. Le stragi di Verdun e della Somme comunque non cambiarono le strategie inconcludenti dello stato maggiore francese, che avrebbe ripetuto i medesimi errori l'anno seguente, portando il proprio esercito a ribellarsi contro i propri superiori in quella serie di ammutinamenti di massa che caratterizzarono il 1917 dell'esercito francese.

### Perdite
La stima originale alleata delle perdite sulla Somme, stesa alla conferenza di Chantilly del 15 novembre, era di 485000 per britannici e francesi, contro 630000 tedeschi: queste cifre vennero usate per sostenere che la Somme era stata una battaglia di attrito favorevole agli alleati. Tuttavia a quel tempo ci fu un notevole scetticismo riguardo alla precisione dei conteggi: quando dopo la guerra fu compilato un resoconto finale, si raggiunse la cifra di 419654 britannici e 204253 francesi fra morti, feriti e prigionieri; un totale di 623907 uomini, di cui 146431 erano morti o dispersi.
Il curatore della storia ufficiale da parte britannica, Sir James Edmonds, quantificò le perdite tedesche in 680000, ma questa cifra è stata successivamente smentita. Un rapporto statistico dell'Ufficio della guerra britannico concluse che le perdite tedesche sul settore britannico potessero essere più basse di circa 180000 unità durante la battaglia. Oggigiorno viene accettata per il totale delle perdite tedesche sulla Somme una cifra tra 465000 e 600000. Nel compilare la biografia del generale Rawlinson, il maggior generale Sir Frederick Maurice fu supportato dal Reichsarchiv con un totale di 164055 tedeschi morti o dispersi.
Le perdite per divisione (unità forte di circa 10000 soldati) sul settore britannico fino al 19 novembre furono in media 8026: 6329 per le quattro divisioni canadesi, 7408 per la neozelandese, 8133 per le 43 divisioni britanniche e 8960 per le tre divisioni australiane. Ogni giorno i britannici persero 2943 uomini, più che durante la terza battaglia di Ypres ma numero non così elevato come nei due mesi della battaglia di Arras del 1917 (4076 al giorno), o come durante l'offensiva dei cento giorni nel 1918 (3685 al giorno).
Con un semplice calcolo si capisce meglio l'entità della tragedia: dividendo il numero di vittime per il numero di centimetri conquistati si ottiene circa 1,5, ovvero 150 soldati per conquistare un metro di terreno; in pratica per conquistare meno di un centimetro di terreno era necessaria la morte di un soldato.

## Documentari
Nello stesso 1916, per conto del British Topical Committee for War Films, venne realizzato, ad opera dei cineasti Geoffrey Malins e John McDowell, il documentario The Battle of the Somme, che venne distribuito in diciotto paesi e alla sua uscita totalizzò ben 20 milioni di spettatori nella sola Gran Bretagna.. Nel gennaio 1917 la Bild- und Filmamt tedesca, l'agenzia istituita dall'Oberste Heeresleitung a scopi propagandistici, fece uscire, in risposta, il documentario Bei unseren Helden an der Somme.